# Baruch Spinoza
Pour les articles homonymes, voir Baruch, Espinoza et Espinosa.
« Spinoza » redirige ici. Pour les autres significations, voir Spinoza (homonymie).
Baruch Spinoza ([baʁuk spinoza] ; en néerlandais : [baːˈrux spɪˈnoːzaː]), né le 24 novembre 1632 à Amsterdam et mort le 21 février 1677 à La Haye, est un philosophe ayant vécu aux Pays-Bas, d'origine portugaise , issu de la communauté  séfarade. Son père, Miguel de Espinosa, est né à Vidigueira (Alentejo) et sa mère, Ana Débora Gomes Garcês de Espinosa, à Ponte de Lima (Minho). Baruch Spinoza (ses prénom et nom portugais étant Bento de Espinosa) occupe une place importante dans l'histoire de la philosophie, sa pensée, appartenant au courant des modernes rationalistes, ayant eu une influence considérable sur ses contemporains et nombre de penseurs ultérieurs.
Spinoza est issu d'une famille juive marrane portugaise ayant fui l'Inquisition ibérique pour vivre dans les Provinces-Unies, plus tolérantes. À 23 ans, en 1656 (5416 dans le calendrier hébraïque), il est frappé par un violent herem (excommunication) de la communauté juive portugaise d'Amsterdam. Habitant Rijnsburg puis Voorburg avant de s'installer finalement à La Haye, il gagne sa vie en taillant des lentilles optiques pour lunettes et microscopes. Il prend ses distances vis-à-vis de toute pratique religieuse, mais non envers la réflexion théologique, grâce à ses nombreux contacts interreligieux, ni envers les études bibliques, se consacrant alors à la rédaction du Précis de grammaire de la langue hébraïque. Il est fréquemment attaqué en raison de ses opinions politiques et religieuses, et son Traité théologico-politique, dans lequel il critique le texte biblique et défend la liberté de philosopher, sera censuré. Il devra aussi renoncer à publier de son vivant son magnum opus, l'Éthique. Il meurt en 1677 de la tuberculose, ses amis publiant alors ses œuvres.
En philosophie, Baruch Spinoza est, avec René Descartes et Gottfried Wilhelm Leibniz, l'un des principaux représentants du rationalisme. Héritier critique du cartésianisme, le spinozisme se caractérise par un rationalisme absolu laissant une place à la connaissance intuitive, une équivalence de Dieu avec la nature, et donc son existence, une définition de l'homme par le désir, pour la joie, une conception de la liberté dans la nécessité, une critique des interprétations théologiques de la Bible aboutissant à une conception laïque des rapports entre politique et religion.
Après sa mort, le spinozisme connut une influence durable et fut largement mis en débat. L'œuvre de Spinoza entretient en effet une relation critique avec les positions traditionnelles des religions monothéistes que constituent le judaïsme, le christianisme et l'islam. Spinoza fut maintes fois admiré par ses successeurs : Hegel en fait « un point crucial dans la philosophie moderne » — « L'alternative est : Spinoza ou pas de philosophie » ; Nietzsche le qualifiait de « précurseur », notamment en raison de son refus de la téléologie ; Gilles Deleuze le surnommait le « Prince des philosophes » ; et Bergson ajoutait que « tout philosophe a deux philosophies : la sienne et celle de Spinoza ».

## Biographie

### Origines et débuts
Bento de Espinosa, alias Baruch Spinoza, naît le 24 novembre 1632 dans une famille appartenant à la communauté juive portugaise d'Amsterdam, à l'époque « ville la plus belle et singulière d'Europe ». Il tient de son grand-père maternel son prénom « Baruch », Bento en portugais, qu'il latinise en Benedictus, « Benoît », et qui signifie « béni » en hébreu.
À cette époque, la communauté juive portugaise d'Amsterdam est composée de Juifs expulsés ou réfugiés des villes ou pays alentour mais majoritairement de conversos, « nouveaux-chrétiens » convaincus mais suspectés, hésitants ou contraints — ces derniers étant appelés marranes, c'est-à-dire des Juifs de la péninsule Ibérique convertis de force au christianisme, mais ayant pour la plupart secrètement maintenu une certaine pratique du judaïsme (crypto-judaïsme). Confrontés à la méfiance souvent féroce des autorités, particulièrement de l'Inquisition, et à un climat d'intolérance envers les convertis, un certain nombre d'entre eux, volontaires ou forcés, ont quitté la péninsule Ibérique et sont revenus au judaïsme lorsque cela était possible, comme aux Provinces-Unies (actuels Pays-Bas) au XVIIe siècle, terre réputée pour sa plus grande tolérance.
Les Spinoza installés au Portugal, moyennant paiement exigé par les autorités portugaises,, sont rapidement obligés de se convertir au catholicisme pour pouvoir rester dans le pays. Après le mariage de Manuel Ier du Portugal avec Isabelle d’Aragon en 1497, le monarque ordonne lui aussi l’expulsion des juifs de son pays (« le baptême ou l'exil »). Néanmoins, afin de ne pas priver le Portugal de l'apport des Juifs qui occupaient des positions importantes dans la société (médecins, banquiers, commerçants, etc.), il se ravise et ordonne un vendredi des baptêmes forcés pour le dimanche suivant : à peu près cent vingt mille Juifs sont alors convertis au catholicisme en quelques jours, avec, à présent, interdiction d'émigrer. Ce décret ne sera assoupli qu'en 1507, après le massacre de Lisbonne. Les Spinoza et leurs coreligionnaires ont pu vivre à peu près en paix dans le pays jusqu’à ce que l’Inquisition s'y implante véritablement sur ordre papal, environ quarante ans plus tard.
Le grand-père de Baruch, Pedro, alias Isaac Rodrigues d'Espinosa, né en 1543, est originaire de Lisbonne et s'est installé à Vidigueira (Alentejo), la ville natale de son épouse, Mor Alvares, avec laquelle il a eu trois enfants dont Miguel, alias Michael, le futur père du philosophe. Sans doute accompagné de sa sœur Sara et de sa propre famille, Pedro Isaac, « effrayé par les arrestations inquisitoriales », quitte le Portugal en 1587 pour venir à Nantes et y rejoindre son frère Emanuel Abraham, le grand-oncle du futur Baruch, déjà réfugié (la présence d'Emanuel Abraham y est attestée en 1593). Pedro Isaac n'y est pas resté, probablement parce que le judaïsme était officiellement interdit à Nantes et qu'il y régnait, là aussi, une certaine hostilité envers les marranes et des sentiments fréquemment contrastés voire agressifs envers les Portugais (ou les Juifs dits portugais),. Apparemment expulsé de Nantes avec sa famille et son frère Emanuel Abraham, en même temps que tous les autres Juifs de la ville, en 1615, Pedro Isaac gagne alors Rotterdam des Provinces-Unies dans l'actuelle Hollande méridionale, où vit déjà une partie de la diaspora juive portugaise. Il y décède en 1627. À l'époque, les Provinces Unies font partie d'un ensemble de lieux appelés « terres de liberté » voire « terres de judaïsme », c'est-à-dire des cités où le judaïsme est soit officieusement toléré donc restreint (comme à Anvers), soit franchement accepté et où les juifs sont reconnus comme tels ; ainsi, Amsterdam, Hambourg, Venise, Livourne ou une partie de l'Empire ottoman (Smyrne, Salonique), où nombre de marranes et « nouveaux chrétiens », ces juifs contrariés, en profitent pour se convertir à leur religion d'origine.

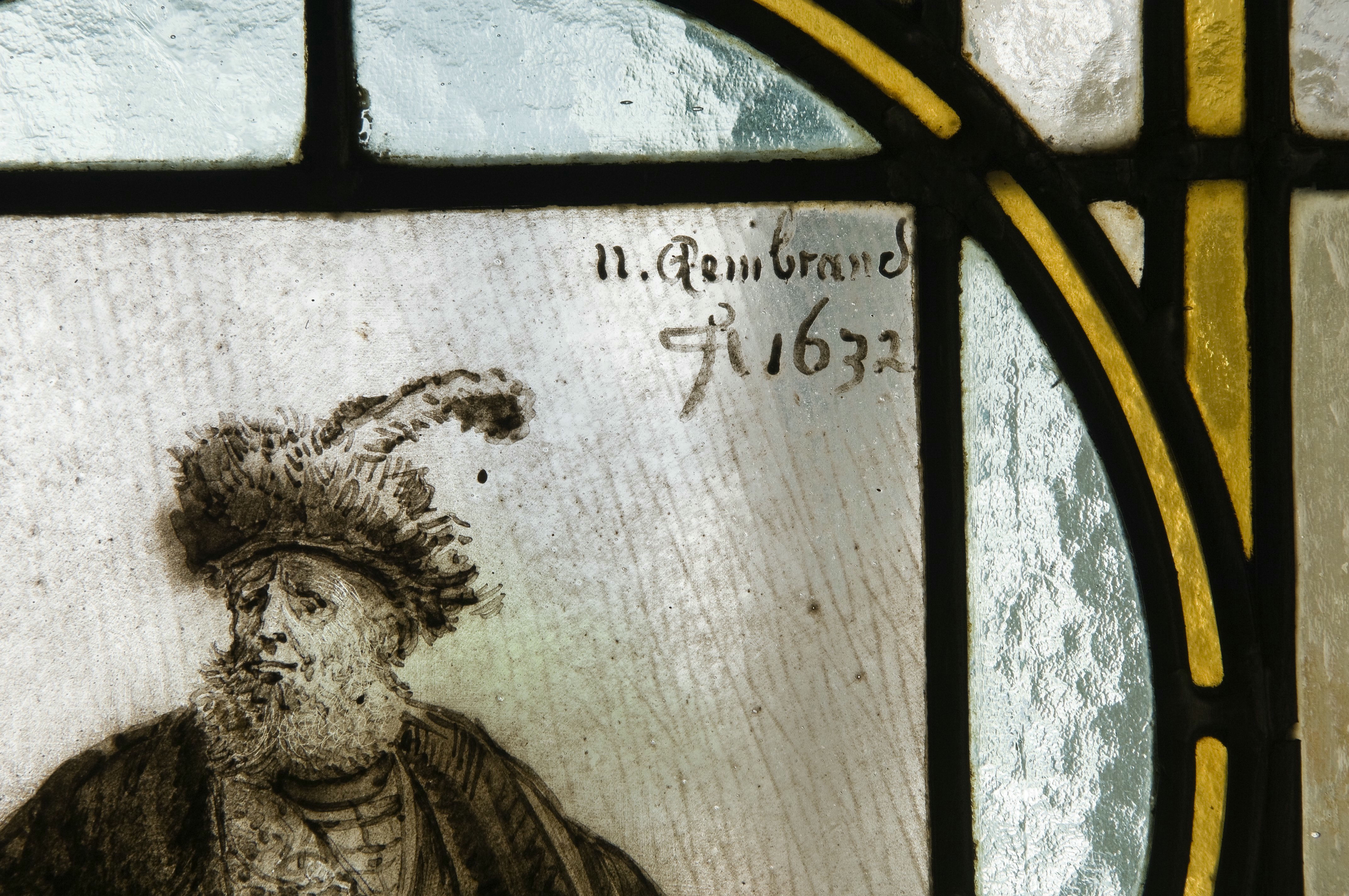
Intérieur, détail de porte, gravure de Rembrandt (Amsterdam, 1632).

Le père de Baruch, Miguel, né à Vidigueira (Alentejo) au Portugal en 1588, est un marchand réputé dans l'import-export de fruits secs et d'huile d'olive, et un membre actif de la communauté (synagogue, œuvres de bienfaisance et écoles juives) qu'il aide à se consolider. La mère de Baruch, Ana Débora Gomes Garcês de Espinosa, épousée en secondes noces, vient elle aussi d'une famille juive séfarade de Porto et Ponte de Lima, et meurt alors que Baruch n'a pas six ans. À l'adolescence, il perd aussi son demi-frère aîné, Isaac, et un peu plus tard sa belle-mère Ester qui l'avait élevé. De sa fratrie nombreuse, Baruch ne gardera à l'âge adulte que sa sœur ainée Rebeca.

#### Environnement

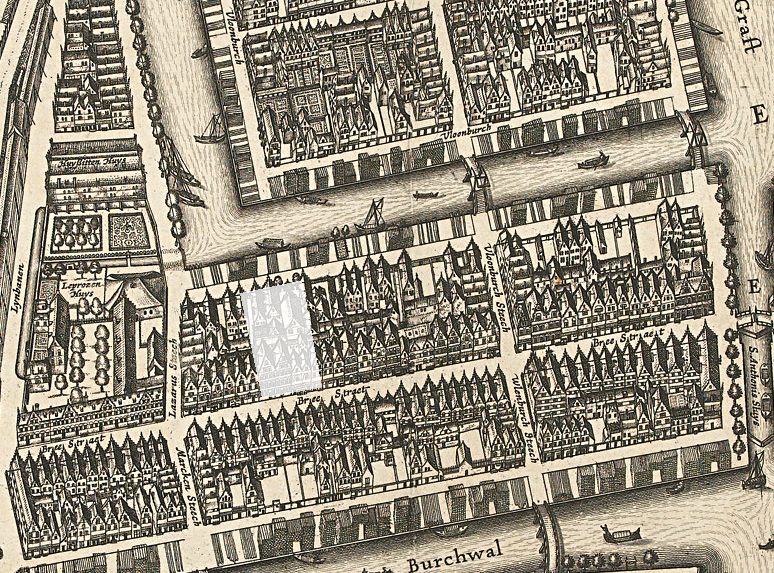
Carte du quartier de Vloonburch Steech où le rectangle gris figure l'endroit où Spinoza a passé son enfance (B. Fl. van Berckenrode, 1625).

Leur maison familiale se situe au sein du quartier juif d'Amsterdam (Jodenbuurt) au 57 de la Breestraat ; à seulement deux rues de la maison de Rembrandt. C'est une jolie demeure de marchand (« een vraay Koopmans huis » en néerlandais) qui jouxte la synagogue portugaise de Neve Shalom, en face de celle de Keter Torah,, non loin de celle de Beth Yakov, et donne sur le canal Houtgracht. Cette maison est presque adossée à celle de Rembrandt qui a dû croiser le jeune Baruch dans les rues avoisinantes et s'est inspiré de la communauté juive pour nombre de ses tableaux,,.
Les Juifs sont alors assez bien tolérés pour l'époque et insérés dans la société néerlandaise qui leur a officiellement octroyé, en 1603, le droit de pratiquer leur religion en privé, et en 1614, par les autorités d'Amsterdam, celui d'acheter leur première parcelle de terrain pour y construire leur cimetière qui était auparavant relégué à Groet, à 50 km d'Amsterdam. Cet espace social ouvert est surnommé « la Nouvelle Jérusalem » ; des réfugiés juifs y accourent d'Anvers, d'Allemagne ou de Pologne.
Les Juifs portugais ou d'origine portugaise parlent néerlandais avec leurs concitoyens, utilisent le portugais comme langue quotidienne (autrement dit, langue vernaculaire) au sein de la communauté, et écrivent en espagnol. En ce qui concerne la réflexion philosophique, c'est en latin que Spinoza écrit, comme la quasi-totalité de ses collègues européens. Le latin permettant d'échapper à la polémique et à la censure.

### Formation

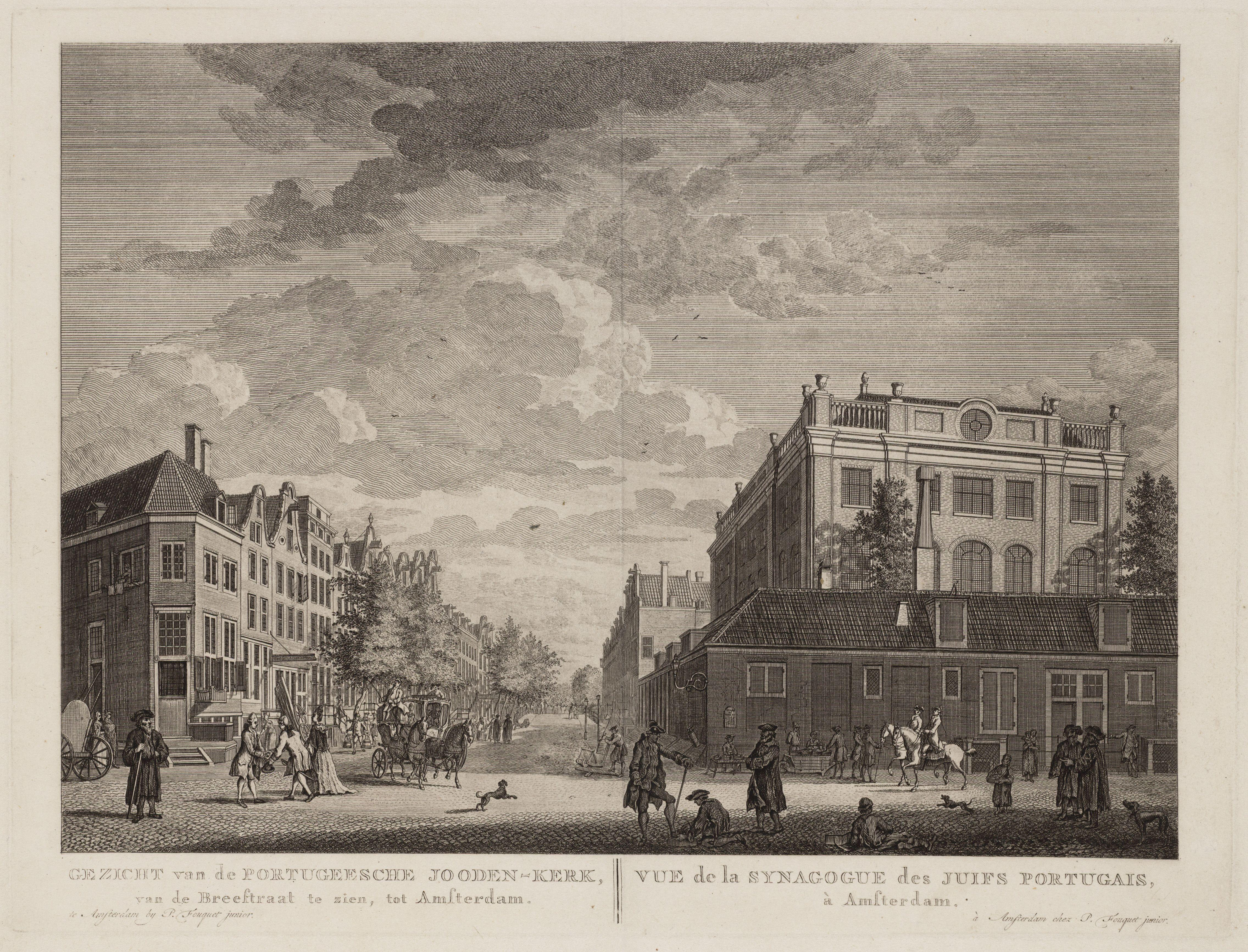
« Vue de la synagogue des Juifs portugais à Amsterdam », dans le quartier de Jodenbuurt, (Fouquet-Atlas, 1760-1783).

Outre des années d'études peu poussées pour s’occuper rapidement des affaires commerciales de la maison familiale dès la fin des années 1640, le jeune Spinoza fréquente l'école juive élémentaire de sa communauté portugaise, le Talmud Torah, où l'on enseigne en ladino (langue judéo-ibérique, portugaise-espagnole). Il y acquiert une bonne maîtrise de l'hébreu (et des connaissances en araméen), à partir de laquelle il rédigera à la fin de sa vie son Précis de grammaire de la langue hébraïque. Il ajoute alors à sa connaissance du portugais, sa langue maternelle, celle de « l’espagnol castillan, langue littéraire, et du néerlandais, langue du commerce et du droit »,. Par la suite, il lira aussi l'allemand, le français, l'italien ou le grec ancien.
Ses parents voulant en faire un rabbin, c'est sous la conduite de Rabbi Saül Levi Morteira, talmudiste vénitien érudit et hautain, qu'après ses 10 ans, Baruch approfondit sa connaissance de la loi écrite et accède aussi aux commentaires médiévaux de la Torah (Rachi, Ibn Ezra) ainsi qu'à la philosophie juive (Maïmonide) au sein de l'Association Keter Torah,, sans pour autant accéder aux niveaux supérieurs des programmes d'enseignement de la Torah.
Physiquement, il sera décrit plus tard comme une personne au corps harmonieux et à noble figure où ses yeux et sa chevelure sombres se remarquent.

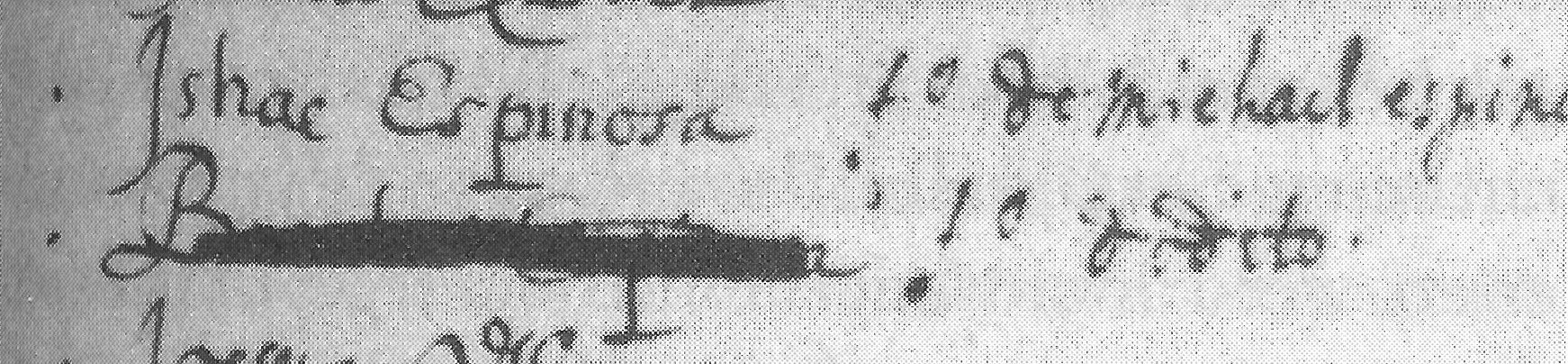
Le nom de Baruch Espinosa est rayé de la liste des élèves dans le registre de la communauté d'Ets Haïm (Amsterdam). Inscription : Ishac Espinosa fo [= filho, "fils de" en portugais] de Michael Espinosa / Baruch Spinoza (biffé) do ditto [= "du même" en portugais] [= fils de Michael Espinosa].

À la mort de son père, en 1654, le jeune homme a vingt-et-un ans ; il s'acquitte de tous les devoirs religieux des endeuillés à la synagogue où il fait encore des offrandes, et reprend totalement l'entreprise familiale avec son frère Gabriel sous la dénomination lusophone « Bento e Gabriel d'Espinosa », ce qui lui ferait arrêter les études formelles,. Après plusieurs démêlés judiciaires avec sa sœur autour de l'héritage de son père, il renonce à celui-ci, à l'exception du lit de ses parents, un grand ledikant (nl) à baldaquin, qu'il gardera jusqu'à sa propre fin.
C'est alors qu'il décide d'apprendre le latin auprès de l'ancien jésuite et démocrate Franciscus van den Enden, qui l'ouvrira à d'autres connaissances telles le théâtre, la philosophie, la médecine, la physique, l'histoire ou encore la politique, et peut-être l'amour libre, qu'il prône.

### L'exclusion (1656)

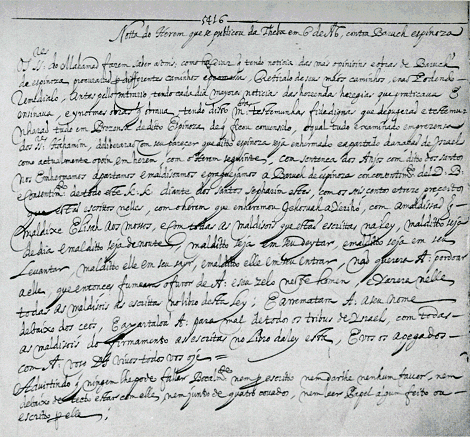
Herem maudissant à vie Baruch Spinoza (Amsterdam, 27 juillet 1656). Cf. traduction du portugais.

Le matin du 27 juillet 1656 (le 6 Av 5416 dans le calendrier hébraïque), Baruch Spinoza a 23 ans et est frappé par un violent herem (he. חרם) — terme que l'on peut traduire par excommunication, bannissement et anathème — qui le bannit et le maudit pour cause d'hérésie, de façon particulièrement violente et, chose rare, définitive, c'est-à-dire à vie. Le document est signé par le rabbin Isaac Aboab da Fonseca.
Peu de temps auparavant, un homme aurait même tenté de poignarder Spinoza ; blessé, celui-ci aurait conservé le manteau troué par la lame, pour se rappeler que la passion religieuse mène à la folie. Si le fait n'est pas complètement certain (il n'y a pas de trace de l'incident dans les actes juridiques de l'époque),, il fait partie de la légende du philosophe.
L'exclusion de Spinoza est exceptionnellement sévère, une des deux seules prononcées à vie, mais à cette époque, les « exclusions » ou « bannissements » étaient chose commune dans les milieux religieux, même tolérants, et cette exclusion n'est pas la première crise traversée par la communauté juive éprouvée par les perceptions identitaires hétérodoxes et morcelées de ces Juifs contrariés au sein d'une cité un peu libérale. Quelques années plus tôt, Uriel da Costa ou Gabriel da Costa (philosophe portugais, originaire de Porto, réfugié à Amsterdam) fait circuler dans la communauté, dès 1616, des Propositions contre la Tradition et défie les autorités. Repentant, il doit subir des punitions humiliantes (flagellation publique) pour pouvoir être réintégré : peines auxquelles le jeune Baruch assiste alors qu'il n'a que 8 ans. Cependant, da Costa réaffirme en 1624 ses idées qui sont jugées à nouveau hérétiques par les communautés juive et chrétienne, et il se suicidera en 1640. Le philosophe rationaliste Juan de Prado, ami de Spinoza, est à son tour exclu de la communauté juive portugaise en 1657, un an après Spinoza, pour avoir tenu des propos similaires, et finit par rejoindre Anvers.

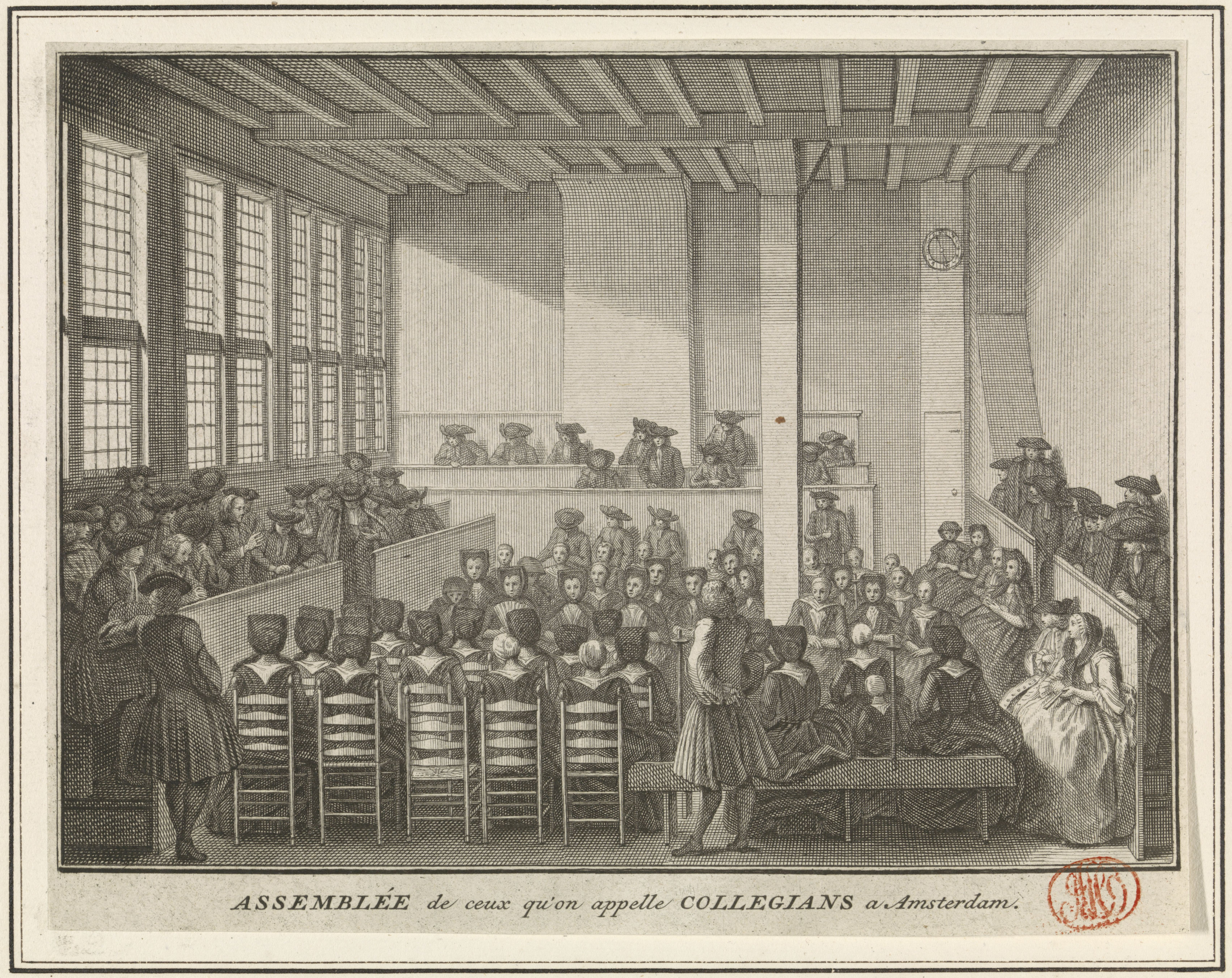
« Assemblée de ceux qu'on appelle Collegians a Amsterdam » (1736-38).

Il est difficile de savoir avec exactitude quels propos ou attitude sanctionne ce herem,, exceptionnellement dur contre Spinoza, car aucun document ne fait état de sa pensée à ce moment précis ; il a 23 ans et n'a encore rien publié. On sait cependant qu'à cette époque, il fréquente l'école du philosophe républicain et « libertin » Franciscus van den Enden, ouverte en 1652, où il apprend le latin, découvre l'Antiquité, notamment Terence, et les grands penseurs des XVIe et XVIIe siècles comme Hobbes, Bacon, Grotius ou Machiavel. Il côtoie alors des hétérodoxes de toutes confessions, notamment des collégiants comme Serrarius, des érudits lecteurs de Descartes, dont la philosophie exerce sur lui une influence assez profonde. Il est probable qu'il professe, dès cette époque, qu'il n'y a de Dieu que « philosophiquement compris », que la loi juive n'est pas d'origine divine, et qu'il est nécessaire d'en chercher une meilleure ; de tels propos sont en effet rapportés à l'Inquisition en 1659 par deux Espagnols ayant rencontré Spinoza et Juan de Prado lors d'un séjour à Amsterdam. Quoi qu'il en soit, Spinoza semble accueillir sans grand déplaisir cette occasion de s'affranchir d'une communauté juive dont il ne partage plus vraiment les croyances ; on ne possède aucune trace d'un quelconque acte de repentance visant à renouer avec elle.

### Construction de l'œuvre

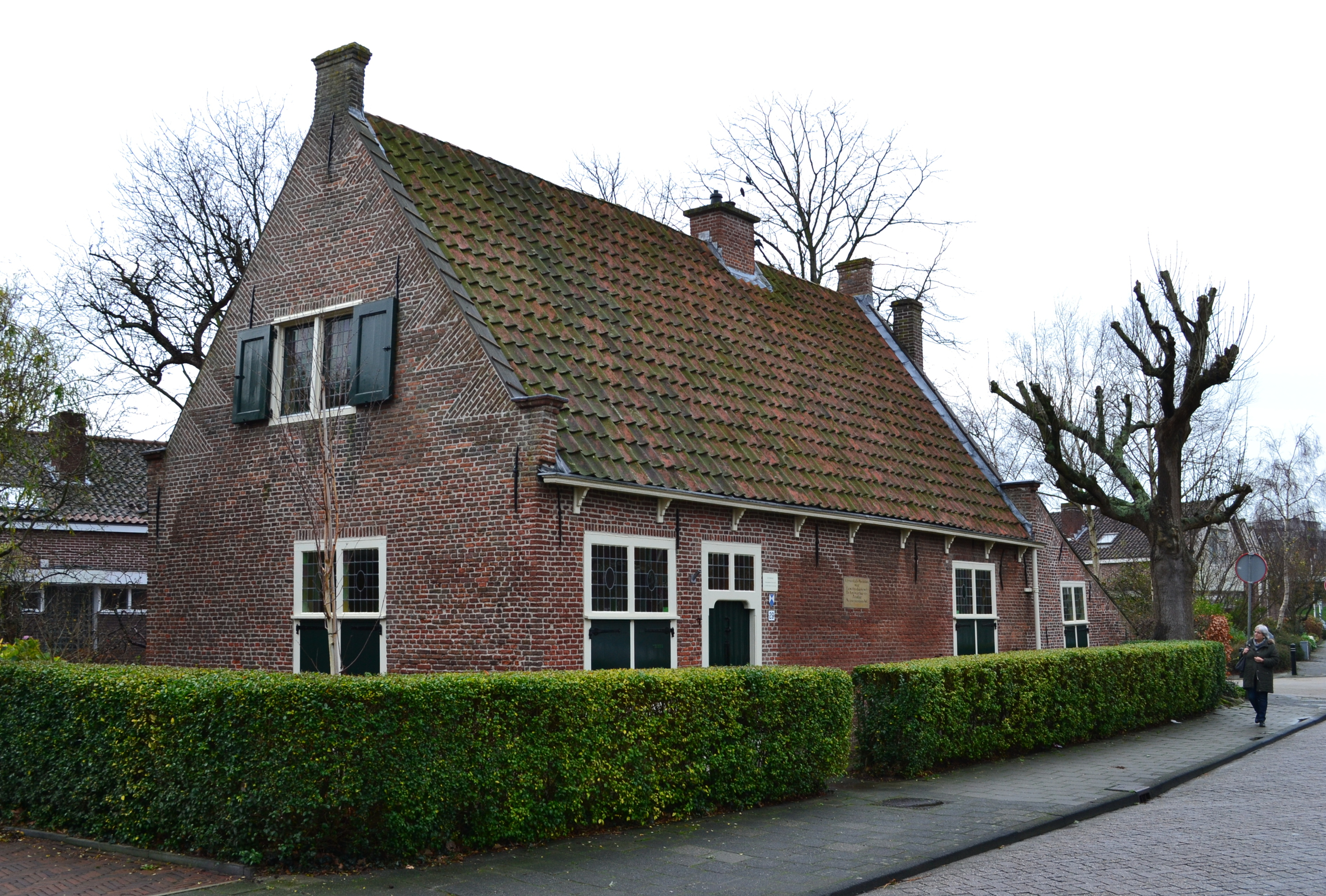
Maison de Spinoza à Rijnsburg, devenue musée.

Après son exclusion de la communauté juive portugaise en 1656, Spinoza abandonne la succession et les affaires paternelles, et signe désormais ses lettres sous le nom latin de « Benedict » et « Benedictus Spinoza » ou simplement « B ». Il est probable qu'il étudie la philosophie à l'université de Leyde et y noue des amitiés. Il devient « philosophe-artisan » et gagne sa vie en taillant des lentilles optiques pour lunettes et microscopes, domaine dans lequel il acquiert une certaine renommée mais qui ne lui permet de vivre que très humblement, conformément à son caractère. Certains de ses amis vanteront pourtant sa générosité malgré sa grande modestie.
Vers 1660-1661, il s'installe à Rijnsburg dans la commune néerlandaise de Katwijk, centre intellectuel des collégiants, près de l'université de Leyde. C'est là qu'il reçoit la visite de Henry Oldenburg, secrétaire de la Royal Society, avec lequel il établit ensuite une longue et riche correspondance. En 1663, il quitte Rijnsburg pour Voorburg dans la banlieue actuelle de La Haye où il loge chez son maître de latin puis chez Daniel Tydeman, artiste peintre et soldat, et s'essaie lui-même à la peinture. Là, il commence à enseigner à un élève nommé Casearius la doctrine de Descartes. De ces cours, il tire Les Principes de la philosophie de Descartes, dont la publication donne lieu à une correspondance centrée sur le problème du mal avec Willem van Blijenberg, un marchand calviniste qui formulera des objections sur l'Éthique et le Traité théologico-politique. Il est probable que le début de la rédaction des deux ouvrages ait précédé la publication des Principes : le Traité de la réforme de l'entendement (inachevé et publié avec les œuvres posthumes) et le Court traité (publié seulement au XIXe siècle).

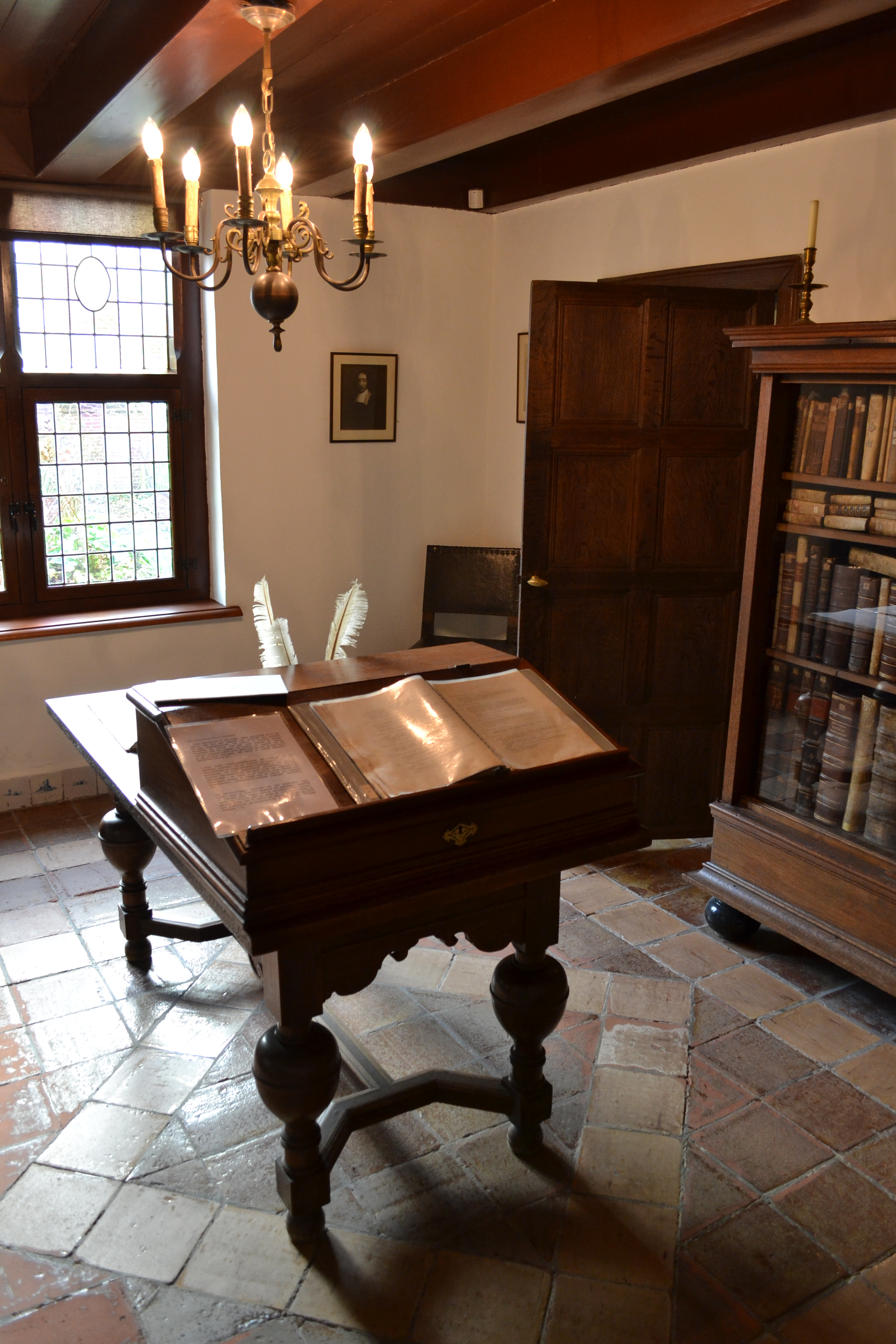
Pièce principale de l'appartement de Rijnsburg où Spinoza vécut de 1661 à 1663.

En 1668, son camarade Adriaan Koerbagh est dénoncé par son imprimeur pendant l'impression de son ouvrage "Une Lumière éclairant les ténèbres pour illuminer les questions de Théologie et de Religion", où il exposait une vision de Dieu et de la religion semblable à celle de Spinoza. Il tente de fuir de Culemborg à Leiden, où il est arrêté et amené les pieds liés à Amsterdam. Un procès a lieu le 27 juillet où il est menacé d'avoir la langue percée et le pouce droit coupé, avant d'être finalement condamné à dix ans de détention et de travaux forcés en prison, accompagnés d'une amende de 4 000 florins, qui seraient suivis de l'exil à la fin de sa peine. Il prend l'ensemble de la responsabilité, niant avoir été aidé par son frère, et avoir discuté de ses travaux avec Spinoza. Il meurt un an plus tard dans les geôles du Rasphuis en octobre 1669. Ses publications furent en grande partie détruites par les autorités de la République. Deux exemplaires de son ouvrage ont survécu, ayant été utilisés pour preuves lors du procès.
Cela sert d'avertissement à Spinoza. C'est à cette période qu'il se met à porter une chevalière qu'il utilise pour marquer son courrier et qui est gravée du mot « caute » (en latin « prudence ») placé Sub rosa : la rose symbolise ainsi le secret gardé. C'est aussi une image pour indiquer le nom « Spinoza » (Espinosa signifie « épineux » en portugais, langue maternelle du philosophe). La rose rouge est également l'ingrédient d'un remède que Spinoza utilise pour soigner ses crises de fièvres, et dont Adriaan Koerbagh fournit la recette dans son ouvrage Un jardin de toutes sortes de délices sans tristesse.
Il interrompt l'écriture de l'Éthique pour rédiger le Traité théologico-politique dans lequel il montre que « dans un état libre, chacun doit pouvoir penser ce qu’il veut, et dire ce qu’il pense ». Sur la base d'une exégèse de la Bible, il donne sa vision des prophètes, des apôtres, des miracles, de la loi divine, de la vocation des hébreux et de la foi. Il y corrige Maimonide et le Rabbi Jéhuda Alpakhar en défendant que la théologie n'est pas l'esclave de la raison, ni la raison celle de la théologie. L'ouvrage paraît en 1670, sous couvert d'anonymat, et avec un faux lieu d'édition. Il suscite de vives polémiques, y compris de la part d'esprits « ouverts » comme Leibniz, ou de la part d'hommes que Spinoza rencontre occasionnellement en privé, comme les membres de l'entourage calviniste de Condé. Pour ceux-ci, il convient de bien distinguer la nouvelle philosophie (Descartes, Hobbes) de la réflexion plus radicale de Spinoza. Quant aux autorités religieuses juives, elles condamnent l'ouvrage - peu accessible car écrit en latin et - réfuté par le philosophe Balthazar (Isaac) Orobio de Castro.

Sceau de B. de Spinoza marquant la prudence (Caute) et le secret (sub rosa).

Bien qu'il prône le maintien de l'Etat, et s'engage à retirer toute parole qui, par erreur, ne se conformerait pas à la loi, la Cour de Hollande interdit la diffusion du Traité de Spinoza par une ordonnance d'avril 1671, sur requête des synodes provinciaux, en même temps que la Philosophie interprète de l'Écriture sainte de son camarade Lodewijk Meyer, Léviathan de Hobb et la Bibliothèque des Frères polonais (recueil de textes sociniens). Elle demande également que des poursuites soient engagées contre les auteurs et autres responsables de la publication de ces ouvrages. Cependant, les États de Hollande rechignent à suivre la décision de la Cour et à interdire des œuvres écrites en latin. Ce n'est qu'en 1674, après la chute du régent de Witt, que les livres visés seront effectivement interdits par les autorités séculières.
Le contexte politique, avec l'invasion française, devient alors moins favorable encore pour Spinoza. La mainmise de Guillaume d'Orange sur les Provinces-Unies met définitivement fin à une période de libéralisme quasi-républicain. Après l'assassinat des frères de Witt (1672), l'indignation de Spinoza est telle qu'il souhaite afficher dans la rue un placard contre les assassins (« Ultimi Barbarorum » ou « Les derniers des barbares »), ce dont l'aurait dissuadé son logeur.

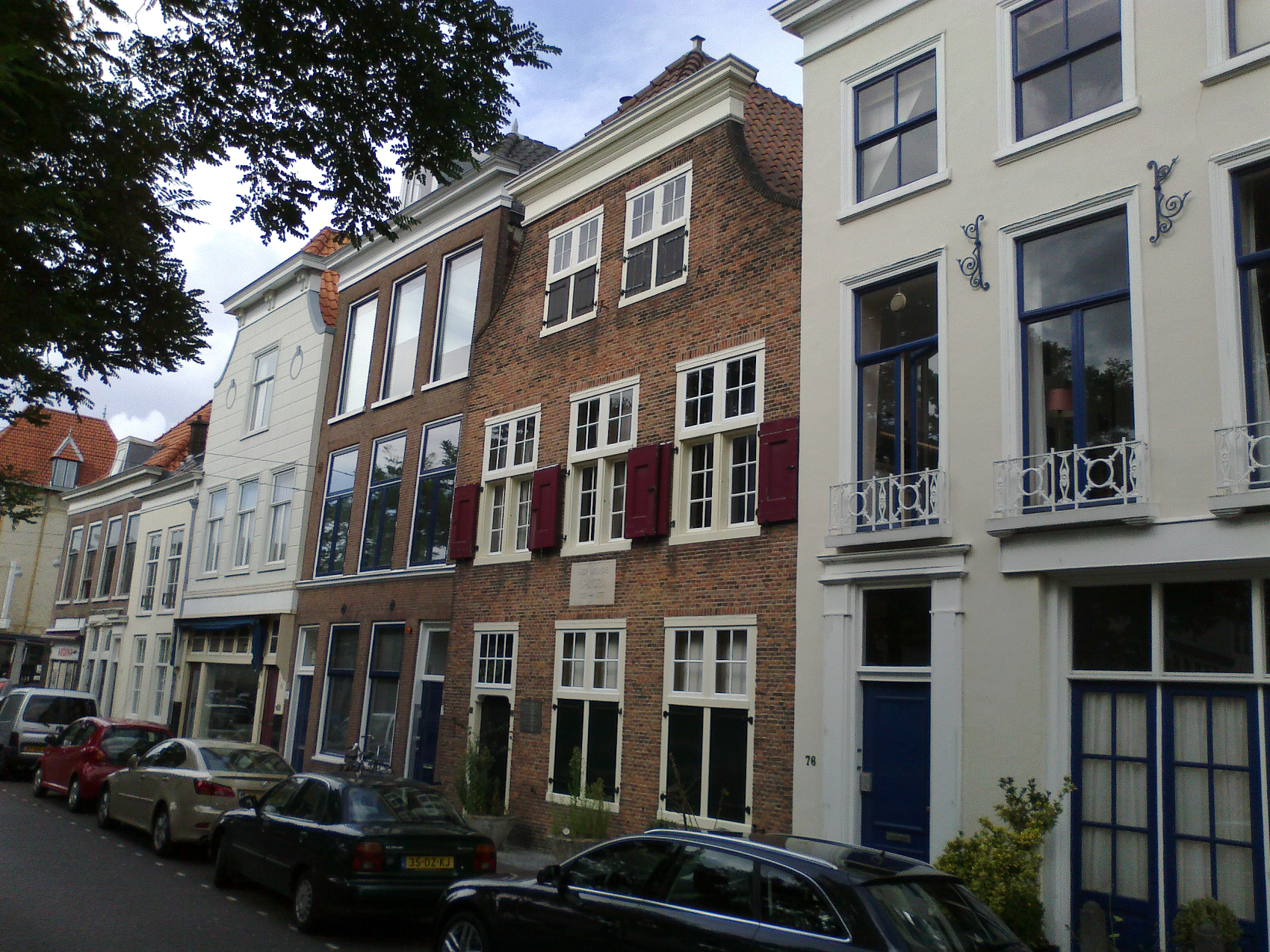
Maison de Spinoza à La Haye dans l'ancien quartier juif de Paviljoensgracht, où il mourut en 1677 dans un deux-pièces loué.

Cependant, le philosophe, qui a abandonné Voorburg pour La Haye vers 1670, ne quitte pas le pays ; à peine s'éloigne-t-il quelquefois vers Utrecht ou Amsterdam situés à moins de quarante kilomètres de son logis. Ainsi refuse-t-il en 1673, par souci d'indépendance, l'invitation de l'Électeur palatin qui proposait de l'accueillir en lui offrant une chaire à l'université d'Heidelberg dans l'actuelle Allemagne.
En 1675, Spinoza tente de publier l'Éthique — reculant devant les risques encourus — et commence à rédiger le Traité politique. Sa pensée audacieuse lui vaut la visite d'admirateurs ou de personnalités comme Leibniz. Malgré son image d'ascète isolé, il conserve toujours un réseau d'amis et de correspondants, dont Lambert Van Velthuysen, qui contredisent, au moins partiellement, sa réputation de solitaire. C'est pour eux, semble-t-il, qu'il entreprend dans ces années la rédaction d'un Précis de grammaire de la langue hébraïque, et ce sont eux, en particulier le médecin Lodewijk Meyer et Jarig Jellesz, qui publient ses œuvres posthumes : l'Éthique, la plus importante, et trois traités inachevés (le Traité de la réforme de l'entendement, le Traité politique et le Précis de grammaire de la langue hébraïque).

#### Fin de vie

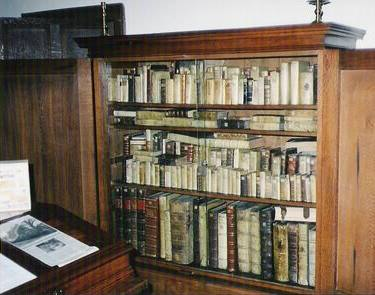
Bibliothèque de Baruch Spinoza.

De santé fragile et malgré une vie frugale, il meurt à 44 ans le 21 février 1677 à La Haye où il était arrivé seul à 38 ans.
À sa mort, sa famille reste persuadée qu'il a puisé sa science en enfer. Il laisse un héritage matériel bien maigre mais sa bibliothèque est riche d'œuvres latines. Son ami Lodewijk Meyer emporte ses manuscrits et les fera publier à titre posthume. Sa sœur Rebeca ne garde de ses modestes biens que ce qu'elle n'arrive pas à vendre à la criée dans la rue, des chausses aux rideaux, et la somme de 160 livres, fruit de son travail, qui lui permettent de régler quelques ardoises laissées chez l'apothicaire ou le barbier. Baruch Spinoza est enterré dans le carré protestant du cimetière.
Selon Conraad Van Beuningen (en), les derniers mots de Spinoza auraient été : « J’ai servi Dieu selon les lumières qu’il m’a données. Je l’aurais servi autrement s’il m’en avait donné d’autres ».

## Philosophie

### Théorie de la connaissance

Structure logique des six premières propositions de lÉthique de Spinoza par Guillom.

La philosophie spéculative de Spinoza tente d'être surtout déductive, donc aussi nécessaire. Elle est écrite more geometrico, c'est-à-dire « à la manière géométrique » : définitions, puis axiomes et postulats, et enfin propositions comprenant un énoncé, une démonstration et un scolie éventuel. Elle est développée selon des enchaînements logiques rigoureusement déduits à partir d'axiomes et de définitions non pas a priori mais « constructives », et sur un modèle particulier de compréhension des mathématiques. Or, ce choix n’est pas du tout « arbitraire » au sens de « non-motivé » : il est le résultat d’une véritable réflexion sur l'essence de la connaissance, essence liée avec la nécessité. Il faut donc commencer par exposer l'idée de la connaissance en général dans sa philosophie, idée dont nous trouvons des éléments avant tout dans le Tractatus de intellectus emendatione (souvent traduit par Traité de la réforme de l'entendement ; retraduit par Bernard Pautrat sous le titre plus littéral de Traité de l'amendement de l'intellect).

#### Les degrés dans la connaissance
Dans son œuvre, Spinoza reprend à 3 reprises une typologie des modes de connaissance :
- dans le Traité de la réforme de l'entendement, §10-16 ;
- dans le Court Traité, livre II, chapitre 1 ;
- dans l'Éthique, partie II, proposition 40, scolie 2.

Dans le Traité de la réforme de l'entendement, Spinoza distingue plusieurs espèces de perception :
I. Il y a une connaissance par ouï-dire, c'est-à-dire : librement identifiée et qualifiée par chacun.
II. Il y a une perception dite « empirique », par laquelle, éprouvant une sensation ou un sentiment communément partagés par d'autres individus, nous le fixons comme « acquis ». Cette perception n'est pas élaborée par notre entendement, mais elle est néanmoins validée dans la mesure où aucun fait contradictoire ne lui paraît opposable.
III. Il y a une perception dite « déductive », qui consiste à conclure de manière cohérente et rationnelle qu'un fait observé s'est produit. Le raisonnement nous mène alors à clarifier un principe, mais pas l'origine de ce dernier.
IV. Enfin il y a une perception dite « essentielle » ou « élémentaire », en vertu de laquelle nous saisissons l'essence même de la chose perçue. Percevoir cette chose revient donc, ici, à en percevoir l'essence ou « principe premier. »
En comparant certaines formes de perceptions, on peut se faire une idée plus précise de ce qu'est le quatrième mode de perception.
La perception par ouï-dire (I) est la forme la plus incertaine de perception : par exemple, nous considérons quotidiennement que nous connaissons notre date de naissance, même si nous ne sommes pas en mesure de le vérifier.
Le temps et l'espace sont des éléments qui s’impriment dans la conscience et s'y maintiennent aussi longtemps qu'ils n'ont pas été contredits par d’autres expériences. Sinon, nous sommes dans le doute. Ces expériences ne peuvent nous offrir aucune certitude. Ce type d'expérience est nommé par Spinoza : experientia vaga. C'est une simple énumération de cas, énumération qui n’a rien de rationnel, car elle n'est ni un principe (IV), ni déductible d'un principe (III) ; elle ne peut par conséquent être tenue sérieusement pour vraie.
Ces deux premiers modes de perception ont en commun d'être « irrationnels », quoiqu'ils soient utiles pour la conduite des affaires quotidiennes de la vie. La marque de leur irrationalité est l'incertitude où ils nous plongent, si on les suit. Il faut donc, autant que possible, qu'ils ne jouent pas un rôle trop déterminant dans la construction de la connaissance. C'est pourquoi aussi l’Éthique regroupera ces deux premiers modes de perception en un seul « genre de connaissance » qu'il nommera « opinion » ou « imagination ».
La connaissance rationnelle (III) a de tout autres procédures : loin d’isoler les phénomènes, elle les relie dans un enchaînement cohérent, selon l'ordre déductif. C'est ce que Descartes appelait des « chaînes de raisons » (cf. Discours de la méthode, II) ou encore déduction. Mais, pour ainsi dire, à quoi accrocher le premier maillon de la chaîne des raisons ? Si on le laisse flottant, c'est alors la porte ouverte à la régression à l'infini, que Spinoza refuse, comme Aristote dans La Métaphysique (« Il faut bien s'arrêter quelque part ! »). Si on l'attache à un autre maillon de la chaîne déjà construite, on forme une boucle logique (petitio principii), autrement dit, une contradiction. Dès lors, pour que la connaissance formée par la chaîne des raisons soit vraie (et plus seulement cohérente), il faut la faire dépendre d'une idée vraie donnée, qui en formera le principe. Le troisième mode de perception est donc une façon de conserver et de transmettre la vérité d'un point de départ (principe), mais pas de la produire.
Voilà qui nous amène à la nécessité du quatrième mode.
Il s'agit d'une connaissance intuitive (IV). Comme le dit Spinoza lui-même : « habemus ideam veram » (« nous avons une idée vraie », Traité de la réforme de l'entendement, §33). Cette idée vraie est celle de Dieu, qui est « ce qui est en soi » (définition de la substance en Éthique, I, Définition III). C'est là le point de départ absolu nécessaire à toute connaissance adéquate, la vérité originaire qui est « norme d'elle-même et du faux » (Éthique, II, 43).
Après le Traité de la réforme de l'entendement, les degrés de la connaissance, devenus les « genres de connaissance » passeront du nombre de 4 à celui de 3.
Gilles Deleuze donne ces exemples qui illustrent les trois genres de connaissance présents dans l’Éthique, chacun correspondant à un genre de vie à part entière :
- La connaissance du premier genre est empirique : « je barbote dans l'eau, mon corps subit les vagues et l'eau ».
- La connaissance du second genre est empirique et rationnelle : « je sais nager, au sens où je sais composer mes rapports avec la vague, avec l'élément eau ».
- Le troisième genre est purement rationnel : « je connais les essences dont dépendent les rapports, je sais ce que sont l'eau, l'onde, la vague, le principe d'Archimède, leurs causes », etc.

Dans le Court Traité, cette question est abordée au livre II, chapitre 1.
Dans l’Éthique, on la retrouve aussi dans la partie II, proposition 40, scolie 2.

#### La vérité
Spinoza rejette la théorie classique de la vérité selon laquelle la vérité d'une idée est subordonnée au tangible. Dans cette conception classique, la vérité est une qualité extrinsèque et se définit alors par l'adéquation de l'idée avec son idéat (son objet) : la vérité est alors adæquatio rei et intellectus. Spinoza va appuyer sa propre conception de la vérité par un recours aux mathématiques, science dans laquelle la vérité n'est pas subordonnée à l'existence de l'objet. En effet, lorsqu'un mathématicien étudie un objet (un triangle, par exemple) et ses propriétés (la somme des angles du triangle égale 180°), il ne se demande pas si cet objet existe effectivement en dehors de son esprit qui le conçoit. La vérité n'est donc plus définie par rapport à l'objet, mais par rapport à l'entendement producteur de la connaissance.
Pour Spinoza, la vérité est une qualité intrinsèque de l'idée et se révèle d'elle-même sans aucune référence à son être formel : « Certes, comme la lumière se fait connaître elle-même et fait connaître les ténèbres, la vérité est norme d'elle-même et du faux » (Éthique II, Prop. 43, Scolie).
Spinoza s'inspire donc d'une partie de la théorie cartésienne de la connaissance selon laquelle l'idée vraie possède un signe intrinsèque (le « clair et distinct » dévoilé par la lumière naturelle, chez Descartes), tout en rompant avec la conception classique de subordination de l'idée au réel.
On peut, pour simplifier, dégager trois caractéristiques de l'idée vraie chez Spinoza :
1. la vérité est intérieure (immanente) à l'idée : le mathématisme permet à Spinoza de rejeter la notion de convenance extrinsèque de l'idée à son idéat[45] (il opère donc un passage de « la norme » de la science expérimentale de la nature à la vérité comme conception immanente de la science mathématique) ;
2. la vérité est son propre signe : tomber par hasard sur le vrai, c'est encore être dans le faux (cf. le Traité de la Réforme de l'Entendement) ;
3. le vrai est conforme à son objet : l'adéquation à l'objet n'est donc plus une condition de la vérité de l'idée, mais seulement une des caractéristiques du vrai.

### Théorie de l'être et des êtres

#### La substance, les attributs et les modes

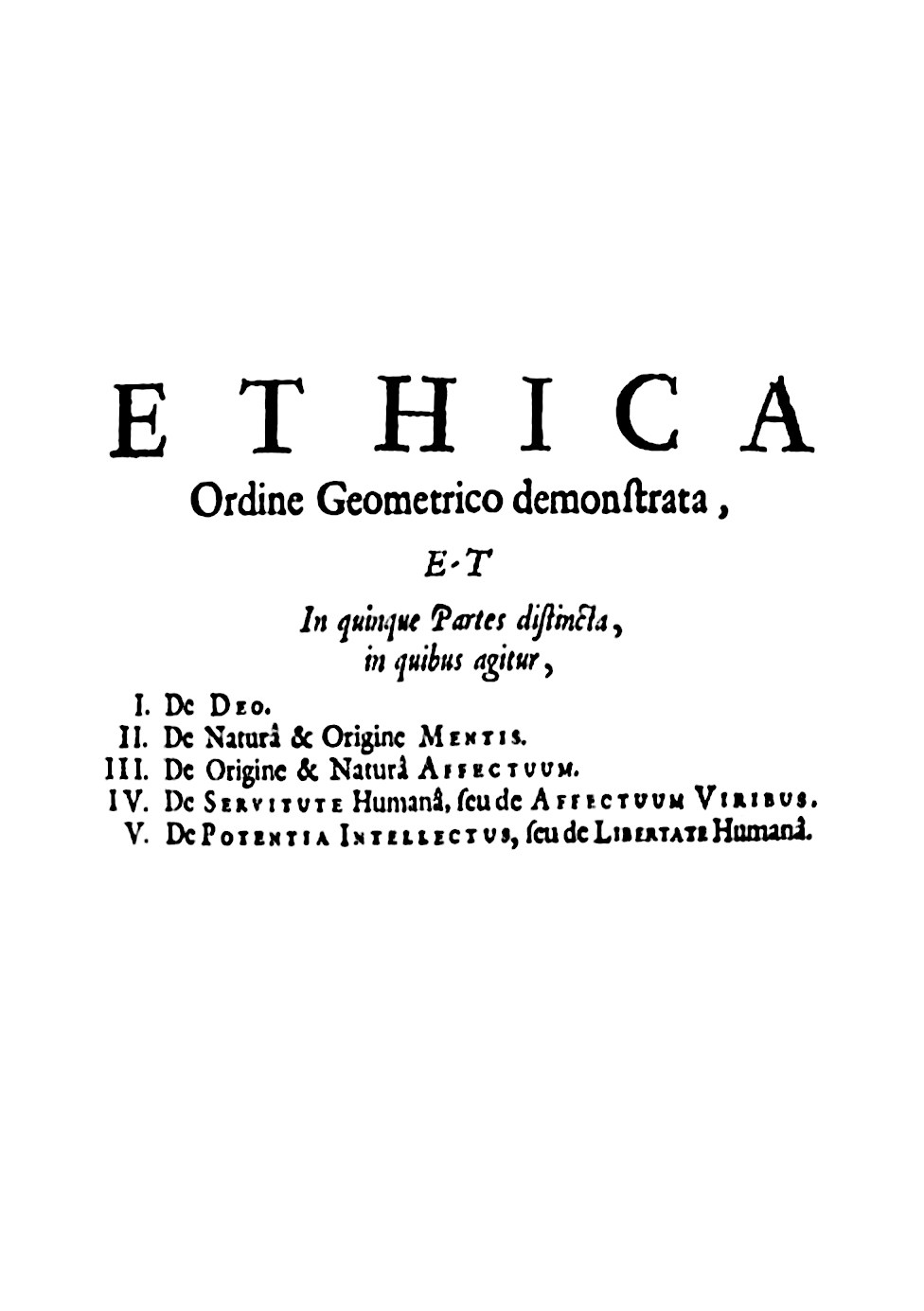
LÉthique, magnum opus où Spinoza développe son ontologie (théorie de l'être).

Le livre premier de l’Éthique, intitulé « De Dieu », s'ouvre sur la définition de la substance puis des attributs et des modes, Dieu n'étant atteint qu'à la sixième définition. La substance est donc définie avant Dieu mais la proposition 14 de la première partie va montrer qu'il n'existe dans la nature qu'une seule substance et que c'est Dieu.
La substance est « ce qui est en soi et est conçu par soi, c'est-à-dire ce dont le concept n'a pas besoin du concept d'une autre chose pour être formé » (Éthique I, définition 3). Alors que Descartes concevait lui une multiplicité indéfinie de substances, Spinoza conçoit une substance unique, absolument infinie et constituée d'une infinité d'attributs : Dieu c'est-à-dire la Nature (Deus sive natura). Il ne faut cependant pas penser que les attributs sont « des effets » ou « des accidents » de la substance et que celle-ci exprime une certaine transcendance vis-à-vis d'eux (le spinozisme est un immanentisme) : la substance et les attributs sont « la même chose » (Éthique I, corollaire 2, prop. 20), l'attribut étant la perception de la substance par l'entendement. L'homme n'a accès qu'à deux attributs de la substance : l'étendue et la pensée, mais il en existe une infinité.
La substance et les attributs forment ce que Spinoza appelle la Nature naturante, par opposition à la Nature naturée, constituée de l'infinité des modes (modifications de la substance) produits nécessairement par Dieu en lui-même (Éthique I, scolie Prop. 29). Les modes sont donc des manières d'être de la substance, perçus sous chacun de ses attributs. Un être humain est par exemple un corps, c'est-à-dire un mode de l'étendue, et un esprit, c'est-à-dire un mode de la pensée, mais pour un entendement infini, il est aussi bien autre chose que ce que peut en percevoir un entendement fini. Il faut cependant distinguer entre modes infinis (immédiats et médiats) et modes finis : les modes infinis immédiats sont ceux qui suivent de la nature absolue de quelque attribut de Dieu ; les modes infinis médiats sont ceux qui résultent médiatement de la nature d'un attribut de Dieu, donc d'un attribut en tant qu'il est affecté d'une modification infinie. Le mouvement est par exemple un mode infini immédiat de l'étendue (Lettre 64 à Schuller).
Dieu est donc la Nature, la Substance unique et infinie. Seule la substance a (et aussi « est ») la puissance d'exister et d'agir par elle-même. Tout ce qui est fini, en revanche, existe en et par autre chose, par quoi il est également conçu (définition du mode). La substance a une infinité d'attributs (en première approximation, un attribut est un mode d'expression, une manière d'être perçu), dont deux seuls nous sont accessibles : la pensée et l’étendue. Toute chose singulière, finie, elle, est un mode, c'est-à-dire quelque chose qui est en même temps « une partie » du tout et « un effet » de la substance. Tout mode a donc deux aspects. D'un côté, le mode n'est qu'une partie déterminée, engagée dans des relations extérieures avec tous les autres modes. Mais, d'un autre côté, tout mode exprime d'une façon précise et déterminée l'essence et l'existence absolue de Dieu ; c'est en ce sens que le mode est une affection de la substance. La difficulté est de comprendre que toute chose appartient simultanément à tous les attributs (infinis) de Dieu.

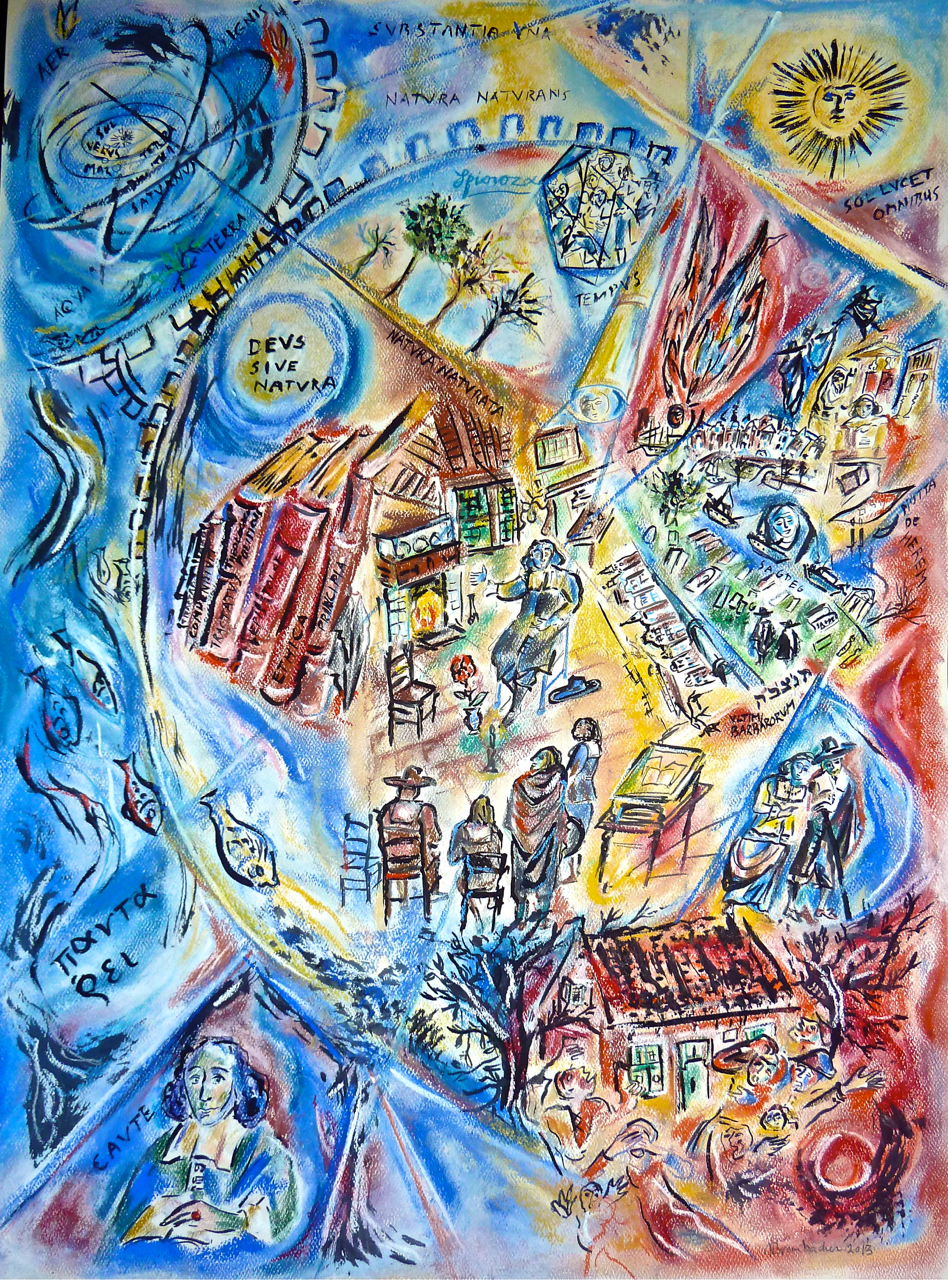
Deus Sive Natura, Pastel et encre sur papier, Shoshannah Brombacher (New York, 2012). Détails.

Par exemple, une pierre est un corps physique dans l'espace, mais une pierre est aussi une idée, l'idée de cette pierre (et autre chose encore que nous ignorons). Un individu est un rapport singulier de mouvement et de repos. Par exemple, une cellule, un organe, un organisme vivant, une société, un système solaire, etc. Il y a donc des individus « imbriqués ». L'individu suprême est la Nature entière, qui ne change pas (son rapport de mouvement et de repos est donné par les lois de la physique : ces lois ne changent jamais). À chaque individu, c'est-à-dire à chaque chose, correspond donc une idée. Or « l'esprit d'une chose » n'est autre que « l'idée de cette chose ». L'esprit de Socrate, c'est l'idée du corps de Socrate. Donc, toute chose a un esprit : c'est l’animisme de Spinoza. Mais il y a une « hiérarchie » entre les esprits : un esprit est d'autant plus riche qu'il est l'idée d'un corps « plus composé » et davantage doté d'un grand nombre d'aptitudes à être affecté et à agir. C'est pour cela que l'esprit de l'homme est plus riche que l'esprit de la grenouille ou de la pierre. Autre conséquence : ayant l'idée de mon corps (étant l'idée de mon corps), j'ai « implicitement » ou « virtuellement » aussi l'idée de toutes les affections (modifications) de ce corps, et donc des choses qui affectent ce corps (par exemple le soleil que je vois), ou plus exactement de la modification que le soleil provoque en moi. C'est pourquoi, notre « sensation » d'une chose révèle davantage la nature de notre organisme que celle de la chose « en soi ».
L'essence de chaque chose est un effort (conatus, désir) de persévérer dans son être, de la même manière que la pierre persévère dans son mouvement ou l'être vivant dans la vie. Cette persévérance peut se comprendre en un sens « statique » (persévérer dans son état) ou en un sens dynamique (accroître sa puissance ou diminuer sa puissance), qui est, sans doute, bien plus pertinent. Chaque chose (mode, partie) peut être affectée par les autres. Parmi ces affections, certaines modifient notre puissance d'agir : Spinoza parle alors d’affect. Si cet affect accroît notre puissance, il se manifeste comme joie, plaisir, amour, gaieté, etc. S'il la diminue, il est ressenti comme tristesse, douleur, haine, pitié, etc. Autrement dit, toute joie est le sentiment qui accompagne l'accroissement de notre puissance, tandis que toute souffrance est le sentiment qui accompagne son déclin. Puisque toute chose s'efforce de persévérer dans son être, il n'y a pas de « pulsion de mort » : la mort vient toujours de l'extérieur, par définition.

#### Dieu ou la Nature, athéisme ou panthéisme?
Bien que la doctrine de Spinoza repose sur une définition rationnellement construite de Dieu,,
suivie d'une démonstration de son existence et de son unicité ; bien qu'il ait par ailleurs proposé une religion rationnelle,
Spinoza fut couramment perçu comme un auteur athée et irréligieux par ses contemporains, mais il tenta vigoureusement de s'opposer à cette perception comme en témoignent sa Lettre 30 à Oldenburg où il explique qu'une des raisons de son projet d'écrire le Traité théologico-politique est de combattre « l'opinion du vulgaire » qui voit en lui un athée, puis
la Lettre 43 à Jacob Osten, où, en réponse à la critique du théologien Lambert van Velthuysen de ce même Traité une fois publié (de façon anonyme), il se défend de l'accusation « d'enseigner subrepticement l’athéisme par une voie détournée » et où concernant la religion, il écrit :

« Pour éviter de tomber dans la superstition, j’aurais selon lui renversé toute la religion. Je ne sais ce qu’il entend par superstition et par religion. Mais je vous en prie, est-ce renverser toute la religion que d’affirmer qu’il faut reconnaître Dieu comme étant le souverain bien, et l’aimer comme tel d’une âme libre ? De croire qu’en cet amour consiste notre félicité suprême et notre plus grande liberté ? Que la récompense de la vertu est la vertu même et que le châtiment réservé à la déraison et à l’abandon de soi, c’est précisément la déraison ? Tout cela, je ne l’ai pas seulement dit en termes exprès, je l’ai en outre démontré par les raisons les plus solides. »

Spinoza restera cependant réputé « athée de système » par Pierre Bayle dans son Dictionnaire, et le spinozisme a pu être confondu avec le libertinage. On remet même en circulation, au XVIIIe siècle, l’ouvrage blasphémateur intitulé Traité des trois imposteurs, sous le nom de La Vie et l’esprit de M Benoit Spinoza, dans lequel Jean Maximilien Lucas, auteur supposé de l’ouvrage, fait l’apologie de la méthode exégétique de Spinoza. Cependant, Paul Vernière considère ce rapprochement entre la pensée de Spinoza et l’esprit du libertinage comme un contre-sens.

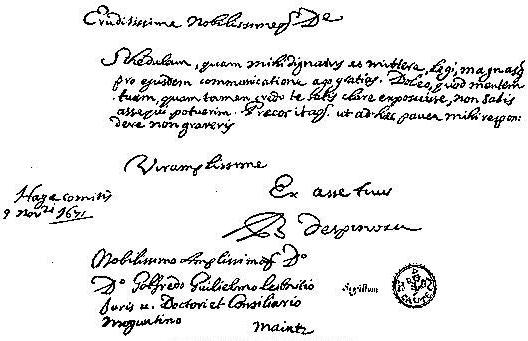
Lettre de Spinoza à Leibniz (9 novembre 1671).

À partir de 1785, le débat est relancé à l'occasion de la querelle du panthéisme. Le rationalisme des Lumières, considéré comme héritage de Spinoza autant que de Leibniz et de Wolff par Jacobi, fut accusé par ce dernier de conduire nécessairement au panthéisme, doctrine affirmant que « les choses particulières ne sont rien si ce n’est des affections des attributs de Dieu » et s'opposant d'après Jacobi « au Dieu vivant du théisme biblique » tandis que « la substance spinoziste, principe de mort et non de vie qui étant tout, engloutissant en elle toutes ses déterminations et ne laissant rien en dehors d'elle, se réduit elle-même au néant ». Cela reviendrait pour Jacobi à un athéisme caché. Après Mendelssohn, Herder intervient dans la controverse pour prendre la défense de Spinoza : « Qu'il [Spinoza] ne soit pas un athée, cela se voit à chaque page ; l'idée de Dieu est pour lui la première de toutes et la dernière, on pourrait dire l'idée unique à laquelle il rattache la connaissance du monde et de la nature, la conscience de lui-même et de toute chose autour de lui. ». Hegel réfutera aussi la qualification du spinozisme comme athéisme, considérant que loin de nier l'existence de Dieu, ce serait l'existence du monde que Spinoza nierait, ce qui en ferait un acosmisme.
Au XXe siècle, en France, l'athéisme n'est plus une accusation mais une revendication de commentateurs de Spinoza tels que Althusser, Negri, Deleuze ou Misrahi. Ces auteurs insistent sur l’opposition entre une conception transcendante du divin et une philosophie naturaliste voire matérialiste de l’immanence : Dieu n’est pas extérieur au monde, mais immanent à la Nature, il n'est donc rien d'autre que la Nature. De même, l’homme et la société ne sont pas extérieurs à la nature : il ne faut pas concevoir l’homme comme un « empire dans un empire ». Dans un échange publié en 2017 avec Frédéric Lenoir, Robert Misrahi a résumé ses raisons de soutenir « l'athéisme masqué » de Spinoza : sa devise était « Caute, méfie-toi », ce qui se justifiait pleinement puisqu'il avait déjà été victime d'une tentative de meurtre au poignard par un fanatique religieux ; ensuite Spinoza n'a pas répondu aux attaques de Velthuyssen critiquant chez lui l'absence d'un dieu personnel et créateur, il a seulement répondu qu'il ne pouvait être athée puisqu'il n'était pas libertin. Lenoir lui répond que s'il est clair que le Dieu de Spinoza n'est ni personnel, ni créateur du monde, par opposition aux religions monothéistes, il n'aurait pas consacré la première partie de son Éthique à Dieu, cet « être absolument infini » s'il avait voulu cacher son athéisme. Lenoir rappelle que l'idée de Dieu ne saurait se réduire à la définition qu'en donnent les monothéismes occidentaux, rien n'empêche de concevoir un Dieu impersonnel et immanent à toutes choses, « il ne croit pas à la représentation qu'il juge infantile du Dieu auquel ses semblables rendent un culte, mais il pense Dieu comme un être infini, principe de raison et modèle de vie bonne. » ce qui conduit à « parler de "panthéisme" plutôt que de "théisme" ».
Il est à noter que Martial Guéroult a proposé le terme de panenthéisme pour caractériser la position de Spinoza : « Par l’immanence des choses à Dieu est jeté le premier fondement du panthéisme, ou, plus exactement, d’une certaine forme de panenthéisme. Ce n’est pas le panthéisme proprement dit, car tout n’est pas Dieu. Ainsi, les modes sont en Dieu, sans cependant être Dieu à la rigueur, car, postérieurs à la substance, produits par elle, et, à ce titre, sans commune mesure avec elle, ils en diffèrent toto genere ». On peut préciser toutefois que chez Spinoza, Dieu est tout autant « dans » les modes que les modes sont « en » Dieu puisque selon Spinoza « plus nous connaissons les choses singulières, plus nous connaissons Dieu. »
Quoi qu'il en soit, Spinoza refuse explicitement toute conception anthropomorphique de Dieu, c’est-à-dire qui le concevrait à l’image d’une « personne » humaine. Ce rejet de l’anthropomorphisme se manifeste très tôt dans sa pensée : elle est explicite dès l’écriture de l’Appendice contenant les pensées métaphysiques, qui suit l’exposition des Principes de la philosophie de Descartes : « C’est improprement que Dieu est dit haïr ou aimer certaines choses. »

#### Parallélisme du corps et de l'esprit
Le terme parallélisme ne se trouve pas dans les textes même de Spinoza, mais a été importé rétrospectivement par ses commentateurs (ce terme a été utilisé pour la première fois par Leibniz dans ses Considérations sur la doctrine d'un esprit universel).
Nous savons que, pour Spinoza, chaque individu est un corps, mode de l'étendue, et un esprit, mode de la pensée ; et cet esprit est l'idée du corps. En vertu de l'unité de la substance, il doit y avoir entre chaque attribut une identité d'ordre des modes (isomorphie) et une identité de connexions (isonomie). Il y a donc correspondance entre les affections du corps et les idées dans l'esprit. Il en résulte ainsi que tout corps peut être conçu sous le mode de l'étendue et sous le mode de l'esprit. Par exemple, il doit y avoir correspondance entre le mode d'être étendue de la pierre et son mode d'être dans son esprit. Mais Spinoza rejette toute causalité entre ces modes, puisque corps et esprit sont une seule et même chose perçue sous deux attributs différents.
Le terme parallélisme traduit cette idée de correspondance sans réciprocité causale, qui permet à Spinoza de conférer une égale dignité au corps et à l'esprit : il n'y a pas de dévaluation du corps au profit de l'esprit.
Ce terme de parallélisme est aujourd'hui critiqué en raison du dualisme qu'il induit [Jaquet, 2004] et remplacé par celui de « proportion », que Spinoza emploie. Maxime Rovere, dans un article publié dans La Théorie spinoziste des rapports corps/esprit et ses usages actuels (Chantal Jaquet, Pascal Sévérac, Ariel Suhamy [dir.], Hermann, 2009), a en effet souligné l'insistance de Spinoza sur la proportion entre le corps et l'esprit. Contre le modèle géométrique du parallélisme emprunté à Leibniz, il propose donc un modèle algébrique de la proportion développé par Spinoza lui-même. La notion de parallélisme chez Spinoza semble ainsi avoir fait son temps, au profit de la proportion.

### L'homme et ses passions
Le conatus est l'effort par lequel « chaque chose, autant qu'il est en elle, s'efforce de persévérer dans son être » (Éthique III, Prop. 6). Cet effort « n'est rien en dehors de l'essence actuelle de cette chose » (Éthique III, Prop. 7).
Le conatus est l'expression de la puissance d'une chose, ou d'un individu, en tant que celui-ci est conçu comme étant un mode fini, c'est-à-dire une partie de la Nature naturée. Il est, par là même, nécessairement confronté à une infinité de causes extérieures qui vont tantôt empêcher son effort, tantôt le permettre (Éthique IV, Prop. 4). Chez l'homme, le conatus n'est pas autre chose que le désir qui le fait tendre naturellement vers ce qui lui paraît bon pour lui. Spinoza renverse une conception commune du désir selon laquelle l'homme appète une chose parce qu'il la juge bonne : « ce qui fonde l'effort, le vouloir, l'appétit, le désir, ce n'est pas qu'on ait jugé qu'une chose est bonne ; mais, au contraire, on juge qu'une chose est bonne par cela même qu'on y tend par l'effort, le vouloir, l'appétit, le désir. » (Éthique III, Prop. 9, scolie). Ce qui est premier chez Spinoza, c'est l'idée et le désir — la conscience, elle, n'apportant rien à l'appétit. La conscience ne sera pas, comme chez Descartes, l'expression de la volonté infinie de l'homme, mais une simple réflexion (pouvant être adéquate mais ne l'étant pas le plus souvent) de l'idée sur elle-même. Le corps et l'esprit ne sont qu'une seule et même chose, perçue tantôt sous l'attribut « étendue », tantôt sous l'attribut « pensée ». Chaque attribut étant indépendant et conçu par soi, le corps ne peut pas davantage déterminer l'esprit à penser que l'esprit ne peut déterminer le corps au mouvement ou au repos (conséquence du parallélisme, ou de l'unité de la substance). La conscience de l'effort n'est pas une réflexion active de l'esprit sur l'idée de l'effort, mais une réflexion passive de l'idée de l'effort dans l'esprit. La conscience n'est souvent qu'une illusion, un rêve forgé les yeux ouverts ; l'essence de l'homme est sa puissance (du corps et de l'esprit, l'esprit n'étant que l'idée du corps).
Le conatus se traduit par le maintien et l'affirmation de l'être : maintien du rapport caractéristique de mouvement et de repos entre les parties du corps (maintien de la forme) d'une part, et augmentation du nombre de manières dont le corps peut être affecté par les autres corps, et les affecter à son tour d'autre part (Éthique IV, Prop. 48 et 49).
Le conatus joue un rôle fondamental dans la théorie des affects chez Spinoza. Le désir est l'un des trois affects primaires avec la joie et la tristesse. Lorsque l'effort, ou appétit, sera un succès, l'individu passera à une plus grande puissance, ou perfection, et sera dit affecté d'un sentiment de joie ; au contraire, si son effort est empêché ou contrarié, il passera d'une plus grande à une moindre perfection et sera dit affecté d'un sentiment de tristesse. Toute la théorie spinoziste des affects sera ainsi construite sur le principe d'un passage continuel d'une moindre perfection à une plus grande, et vice versa, selon le succès ou l'échec du conatus, déterminé lui-même par la rencontre avec les modes finis extérieurs et les affections du corps en résultant.

### Éthique et liberté
La philosophie de Spinoza vise essentiellement la constitution d'une éthique rationnelle et intellectualiste. Il décrit celle-ci comme la « voie qui mène à la liberté » (Éthique V, préface) mais aussi à la « béatitude » (idem). Décrite en particulier dans l’Éthique, mais aussi dans les autres œuvres, l'éthique spinoziste consiste d'abord à concilier déterminisme et liberté. Une telle conception va à l'encontre de la croyance au libre-arbitre, qui n'est, selon lui, basée que sur la méconnaissance des causes qui nous déterminent. Elle est démontrée par un long cheminement de pensée.
Pour Spinoza, le droit naturel de chaque être est strictement corrélatif de la puissance de sa nature. Les « lois naturelles » n'empêchent donc que ce qui est impossible ou contradictoire, c'est-à-dire « non-exécutable » ou « non-désirable » (Traité théologico-politique, ci-après TTP, IV). Puisque toute chose s'efforce de « persévérer dans son être » (conatus), il s'agit de prendre connaissance de cette nécessité afin de mieux s'employer à la réaliser. Le moyen d'y parvenir réside essentiellement dans la raison et dans l'amour de Dieu, c'est-à-dire de la Nature (Deus sive Natura). La liberté consiste ainsi dans la connaissance adéquate des causes de l'action. Plus on connaît le monde, plus on connaît Dieu et par conséquent, plus aussi on est joyeux. La connaissance n'est ainsi pas simplement un élément introductif à l'éthique : elle en fait pleinement partie.
Par définition, toute action « effective » est une idée adéquate et complète qui procède de l'entendement, tandis que toute passion est une idée inadéquate, car incomplètement comprise dans les causes de sa production, qui procède de l'imagination. C'est pourquoi, il suffit de prendre une connaissance réfléchie et adéquate d'une passion pour qu'elle devienne une action. Certaines passions peuvent augmenter notre puissance d'agir (par exemple, être guéri par l'action d'un tiers), mais, en revanche, toutes nos actions augmentent notre puissance d'agir. Or le but de l'éthique est de devenir toujours plus actif, c'est-à-dire d'exprimer la puissance de notre entendement plutôt que celle de l'imagination. De plus, notre entendement est éternel, tandis que la partie de notre esprit qui relève de l'imagination et de la mémoire (idées incomplètes, liées à l'existence empirique des choses) périt avec le corps.
Dans la célèbre lettre à Schuller à propos de la liberté et du déterminisme, où il prend l'exemple du mouvement de la pierre, Spinoza écrit ainsi : « je ne situe pas la liberté dans un libre décret, mais dans une libre nécessité ». La liberté ne s'oppose ainsi ni à la nécessité, ni au déterminisme naturel, comme c'est le cas pour Kant qui, dans la Critique de la raison pratique, oppose la liberté pratique « supra-sensible » ou transcendantale à l'enchaînement empirique et naturel des causes et des effets.
La théorie éthique de Spinoza s'oppose frontalement à l'idée que le mal serait le fruit de la faiblesse de l'homme ou d'une « défectuosité de la nature humaine », faiblesse qui elle-même serait due au péché originel d'Adam et à la Chute. Contrairement à saint Augustin (La Cité de Dieu, livre XXII), Spinoza ne considère pas qu'il y a deux états de la nature humaine, l'un qui précèderait la Chute et l'autre qui serait post-lapsaire. Selon lui, « il ne dépend en effet pas davantage de nous d'être sains d'esprit que de corps », puisque la liberté ne s'oppose pas au déterminisme, et Adam n'avait, pas plus que nous, le pouvoir de raisonner correctement. L'idée de « chute » est radicalement étrangère à l'éthique spinoziste.
Sa conception du mal est développée en particulier dans les lettres à Blyenbergh, ou « lettres du mal », qui ont été commentées par Deleuze. Le mal n'a pas d'existence ontologique véritable : tout comme l'erreur, dont il procède, il n'est rien de « positif ». Il est donc « négation » au regard de Dieu, et ne devient « privation » que par rapport à nous. Il n'y a donc pas d'erreur à proprement parler, il n'y a que des idées incomplètes ou inadéquates. Pure négativité, le mal est manque de puissance et résulte d'une hiérarchie que nous posons par l'imagination entre l'être réel et un idéal abstrait que nous plaquons sur lui. Ainsi, je dis que l'aveugle est privé de la vue parce que je l'imagine comme devant être voyant (Lettre XXI à Blyenbergh). Dans la lettre XIX à Blyenbergh, Spinoza s'oppose ainsi frontalement à ce que certains philosophes contemporains ont appelé la théorie du commandement divin :

« Mais, moi, je n'accorde pas que la faute et le mal soient rien de positif, encore bien moins que quoi que ce soit puisse être ou arriver contre la volonté de Dieu. Non content d'affirmer que la faute n'est rien de positif, j'affirme en outre qu'on parle improprement et de manière anthropomorphique, quand on dit que l'homme commet une faute envers Dieu ou qu'il offense Dieu. »

En effet, selon lui, « tout ce qui est dans la nature, considéré dans son essence et dans sa perfection, enveloppe et exprime le concept de Dieu » (TTP, IV) : ainsi, l'insensé qui agit selon les passions est tout aussi « parfait » que le sage qui, lui, agit en conformité avec la raison. On ne peut donc parler de l'imperfection de l'insensé qu'en le comparant avec d'autres réalités, crues supérieures (par exemple le sage). Le mal est donc seulement une privation du point de vue de « notre entendement », mais il n'est rien du point de vue de l'entendement divin. Par exemple, nous jugeons un homme mauvais, ou affirmons qu'il est privé de quelque chose (de la bonté, de la sagesse…) parce que nous comparons cet homme à un concept général de l'homme, auprès duquel il paraît défaillant :

« Les humains, en effet, ont l'habitude de rassembler tous les individus d'un même genre, par exemple tous ceux qui ont l'apparence extérieure de l'homme ; ils donnent une même définition pour tous ces individus et jugent que tous sont aptes à réaliser la plus haute perfection, susceptible d'être déduite de cette définition […]. En revanche, Dieu ne connaît rien abstraitement, ni ne forme de définitions générales. »

Cette conception de la liberté et du mal a été très souvent mal comprise par ses contemporains qui ne concevaient pas que l'on puisse conserver la responsabilité de l'homme si l'on lui ôte le libre-arbitre : ainsi, Blyenbergh lui écrit : « si l’homme est tel que vous le dites, cela revient à déclarer que les impies honorent Dieu par leurs œuvres autant que les pieux […]. Si Dieu, en effet, n’a aucune connaissance du mal, il est beaucoup moins croyable qu’il doive punir le mal. Quelles raisons subsistent donc qui me retiennent de commettre avidement des crimes quelconques, pourvu que j’échappe au juge ? […] La vertu, direz-vous, doit être aimée pour elle-même. Mais comment puis-je aimer la vertu ? Je n’ai pas reçu en partage une si grande quantité d’essence et de perfection » (Lettre XX). Spinoza s'est souvent défendu contre cette objection : il répond ainsi à l'argument de Schuller, qui insinue qu'une telle théorie rendrait excusable « tout crime », en le renvoyant aux Appendices contenant les pensées métaphysiques :

« On demandera encore : Pourquoi les impies sont-ils punis, puisqu'ils agissent par leur nature et selon le décret divin ? Je réponds que c'est aussi par décret divin qu'ils sont punis et si ceux-là seuls que nous imaginons pécher en vertu de leur propre liberté doivent être punis, pourquoi les hommes veulent-ils exterminer les serpents venimeux ? car ils pèchent à cause de leur nature propre et ne peuvent faire autrement. »

De même, dans la lettre 78 à Oldenburg, il écrit :

« Ce que j’ai dit dans ma lettre précédente, que nous sommes inexcusables devant Dieu parce que nous sommes au pouvoir de Dieu comme l'argile dans la main du potier, doit être entendu en ce sens que personne ne peut adresser de reproches à Dieu parce que Dieu lui a donné une nature faible ou une âme sans vigueur. Comme il serait absurde en effet que le cercle se plaignît parce que Dieu ne lui a pas donné les propriétés de la sphère […]. Mais, insistez-vous, si les hommes pèchent par une nécessité de nature, ils sont donc excusables. (…) Voulez-vous dire que Dieu ne peut s'irriter contre eux ou qu’ils sont dignes de la béatitude, c’est-à-dire dignes d’avoir la connaissance et l’amour de Dieu ? Si c’est dans le premier sens je l’accorde entièrement : Dieu ne s'irrite pas, tout arrive selon son décret. Mais je ne vois pas que ce soit là une raison pour que tous parviennent à la béatitude : les hommes, en effet, peuvent être excusables et néanmoins privés de la béatitude et souffrir des tourments de bien des sortes. Un cheval est excusable d’être cheval et non homme. Qui devient enragé par la morsure d’un chien, doit être excusé à la vérité et cependant on a le droit de l'étrangler. Et qui, enfin, ne peut gouverner ses désirs, ni les contenir par la crainte des lois, bien qu’il doive être excusé en raison de sa faiblesse, ne peut cependant jouir de la paix de l’âme, de la connaissance et de l’amour de Dieu, mais périt nécessairement. »

Il n'est donc pas nécessaire de présupposer le libre-arbitre, la responsabilité morale conçue au sens « judiciaire », et par conséquent aussi la culpabilité, pour appliquer un châtiment. Mais, et en cela Kant s'accordera avec Spinoza, quiconque s'abstient d'un crime par crainte de châtiment ne peut être dit « agir moralement » (Lettre XXI). D'autre part, l'Éthique est bien un cheminement vers la sagesse, qui s'adresse en principe à tous : personne n'est, par principe, exclu de cette possibilité de « rédemption ». Tous ces préjugés, selon Spinoza, proviennent d'une conception anthropomorphique de Dieu, qui le considère en tant que « personne », qui haïrait ou aimerait ceci ou cela, ou qui serait là pour nous juger (Lettre XXI à Blyenbergh) ; ou encore, comme Moïse, qui se le représenta « comme un chef, un législateur, un roi, bien que tous ces attributs n’appartiennent qu’à la seule nature humaine et soient bien éloignés de la divine » (TTP, IV). C'est pourquoi Deleuze dit que l'existence, pour Spinoza, n'est pas un jugement, mais une épreuve, une expérimentation.
Par ailleurs, il convient de noter que, si la Nature est déterminée de façon nécessaire, Spinoza distingue entre autres deux sens du mot « lois » : il y a d'une part les lois naturelles, et d'autre part le droit positif ou les lois civiles, que les hommes se donnent volontairement à eux-mêmes (TTP, IV). Or, dans la mesure où le droit naturel exprime la nature de chaque être, il ne disparaît pas dans la société civile (cf. ci-dessous : théorie politique).

### Politique et religion

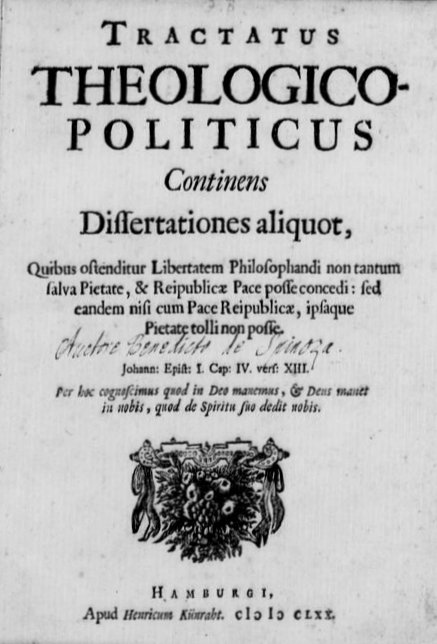
Traité théologico-politique (1670).

Dans le Traité théologico-politique, la seule œuvre conséquente publiée de son vivant, Spinoza montre combien nombre d’assertions théologiques des églises et des religions sont, en fait, des prises de positions politiques qui n’ont rien à voir avec le texte biblique. Il s’appuie sur les écrits d'Abraham ibn Ezra et reprend intégralement la lecture de la Bible ; il en propose une nouvelle méthode de lecture, qui demande à suivre ce principe que le texte ne soit expliqué que par le texte lui-même, sans qu'on lui substitue des interprétations plus ou moins « libres ». C’est-à-dire que, en cas d’incompréhension du lecteur, ou d’obscurité du texte, ou de contradiction de celui-ci, il faut aller chercher dans le reste du texte, d’autres passages susceptibles d’éclairer celui qu’on cherche à comprendre. Autrement dit : la réponse est dans le texte, et ne doit pas être cherchée dans l’imagination du lecteur. Toute interprétation est interdite. Il s’agit d’apprendre à lire le texte, en respectant l’intégralité du texte, qui contient forcément la réponse cherchée.
Spinoza révolutionne donc la compréhension des textes sacrés en s'opposant directement à Maïmonide (et Averroès). En effet, ces derniers expliquent que si les Écritures entrent en contradiction avec la raison, alors il faut les interpréter, c'est-à-dire passer du sens littéral au sens figuré. Or Spinoza considère que l’Écriture est avant tout un récit daté historiquement, destiné aux Hébreux de l'époque. Il est donc indispensable de mener une enquête historico-critique, afin de retrouver le sens originel du texte. Pour ce faire, il faut connaître l'hébreu ancien, le contexte historique, et la psychologie des acteurs. Ainsi : « Toute la connaissance de l'écriture doit donc se tirer d'elle seule », et non pas d'une comparaison anachronique avec les résultats de la science.
Si le texte de la Bible ne peut que s’accorder avec la raison, ses obscurités et contradictions doivent se dissiper par une étude minutieuse et une lecture attentive du texte qui interdira à son lecteur de le transformer en l’interprétant, lecteur qui s’interdira donc de le réinventer selon les besoins du moment.
Spinoza, comme Hobbes avant lui, se livre à une démonstration critique des méfaits de l’utilisation de la religion, c’est-à-dire de la croyance des hommes, par les pouvoirs politiques qui, ainsi, mènent leurs sujets à suivre docilement leurs décisions et accomplir leurs projets, même les pires. La religion — la croyance religieuse — est ainsi le moyen le plus sûr et aussi le plus aisé de faire faire aux hommes ce qui convient au pouvoir, quand bien même il s’agirait de leur faire faire ce qu’il y a de plus nuisible pour eux-mêmes, et de plus honteux. Mais ils ne s’en aperçoivent pas, et croyant faire le bien et contribuer au salut de leur âme, ils font exactement le contraire, trompés qu’ils sont par des discours politiques qui prennent la forme d’injonctions religieuses et de promesses.
Après cette théorie de l’illusion religieuse (pour Spinoza il ne serait pas sensé de dire que toute conviction religieuse est par essence illusoire) et de l’intérêt qu’a tout pouvoir à la maintenir, Spinoza complète l’analyse du théologique par une analyse du politique, expliquant les principes de l’organisation politique bonne et les rapports que doivent entretenir la religion et le politique afin de permettre la paix. Comme l’avait déjà théorisé avant lui Hobbes, dans le Léviathan, la religion doit être soumise aux lois communes, qui s’appliquent à elle comme à tous, soumise à l’État et au pouvoir politique, et elle ne doit s’occuper que du gouvernement des âmes et d’enseigner le bien et la morale, c’est-à-dire la pratique de la justice et de la charité.
Alors il peut développer, ce qui est le but de l’ouvrage, une théorie politique de la liberté, montrant en quoi celle-ci est cadrée par les lois ; puis Spinoza argumente en quoi la liberté de pensée et d’opinion est entièrement bonne et doit être entièrement reconnue par l’État. D’abord, la reconnaissance de la liberté de croire et de penser librement accordée à chacun est la condition de la fin des conflits religieux. Ensuite, cette liberté est entièrement bonne et non susceptible de nuire à l’État — si le juste partage des tâches est réalisé entre les autorités religieuses et politiques — la liberté de croire et d’opiner peut être accordée sans restriction aucune, sauf pour ce qui relève de l’incitation à la haine et qui serait donc susceptible de nuire à l’État. La liberté de pensée doit être protégée par l’État, comme condition de la paix civile. La liberté « accordée » ne peut « vraiment » nuire à l’État à ces conditions.
Cela constitue une théorie de la démocratie et une invalidation totale de toute forme de dictature, ce pouvoir délirant qui prétend aller au-delà de sa puissance. En effet, « nul n’a le pouvoir de commander aux langues » puisque les hommes eux-mêmes ne parviennent pas à contrôler ce qu’ils disent, donc il en va de même pour le pouvoir. Si le pouvoir ne peut contrôler les langues (qui parlent hors du contrôle du sujet parlant), il ne peut a fortiori pas contrôler les pensées. L’État, en effet, ne régit pas tous les domaines de la vie humaine, les lois civiles ne pouvant être étendues à toutes les activités : « la nature humaine ne peut supporter d’être contrainte absolument » (chap. V), et « vouloir tout régenter par des lois c’est rendre les hommes mauvais » (chap. XX).
C’est pourquoi « personne ne peut abandonner la liberté de juger et de penser ; chacun est maître de ses pensées ». C’est un droit que chacun tient de sa nature.

## Autres travaux

### Grammaire
Spinoza est l'auteur d'un Précis de grammaire de la langue hébraïque, inachevé et publié par ses exécuteurs testamentaires en 1677. Ce texte d'une centaine de pages est un essai de grammaire descriptive de l'hébreu, composé en latin et publié à titre posthume en 1677. Il traite essentiellement de la phonologie et de la morphologie, en particulier verbale, de l'hébreu biblique. La partie sur la syntaxe, annoncée par Spinoza, est perdue.
Ce texte, qui a longtemps dérouté les interprètes, ne figure dans une édition française des Œuvres de Spinoza que depuis 2022, date de son ajout au volume Spinoza de la Bibliothèque de la Pléiade.

### Optique
Spinoza était, de manière officielle et financière, polisseur de verres de lunettes astronomiques et de microscopes - et apparemment apprécié,. Mais il nous est aujourd'hui impossible, du moins extrêmement complexe, de savoir s'il est auteur de techniques originales de polissage de verre ou s'il est responsable d'une quelconque évolution technologique en matière d'astronomie.

## Postérité
L'un des premiers biographes de Spinoza est Johannes Colerus (1647-1707), travail largement fondé sur les témoignages de contemporains ayant connu personnellement le philosophe. La biographie parut d'abord en néerlandais en 1705, puis fut traduite en allemand en 1733.

## Héritage et débats actuels

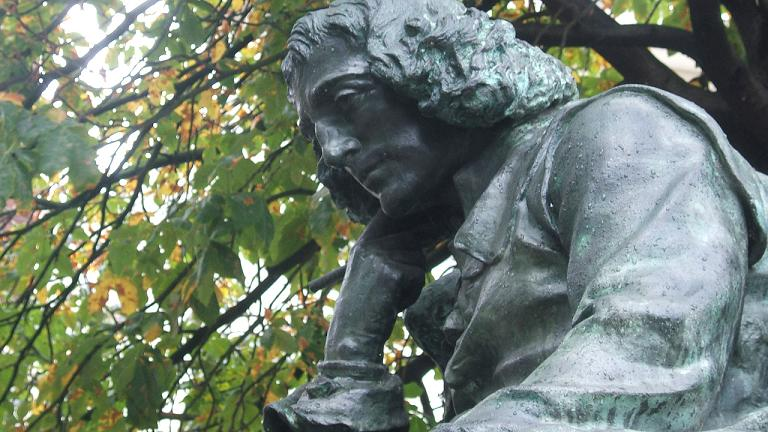
Spinoza, statue en bronze (La Haye, 1880).

Spinoza a été à la fois un « penseur maudit », qualifié de « chien crevé » par Moses Mendelssohn dans une lettre à Lessing, et un penseur acclamé, en particulier par Hegel et Bergson.
Dans la seconde moitié du XXe siècle, le renouveau des études spinozistes est marqué par des œuvres telles que celle d'Alexandre Matheron (Individu et communauté chez Spinoza, 1969), de Gilles Deleuze (Spinoza et le problème de l'expression en 1968, et le plus accessible Spinoza : philosophie pratique de 1981), de Pierre Macherey (Hegel ou Spinoza, Maspero, 1977) et de Toni Negri (L'Anomalie sauvage : puissance et pouvoir chez Spinoza, 1982), et plus récemment par les travaux de Franck Fischbach (La production des hommes : Marx avec Spinoza, 2005), André Tosel (Spinoza ou l'autre (in)finitude, 2008), Chantal Jaquet, Pascal Sévérac et Ariel Suhamy (La multitude libre, nouvelles lectures du Traité politique, éditions d'Amsterdam 2008), Frédéric Lordon (La société des affects, Seuil, 2013 ; Imperium - Structures et affects des corps politiques, La Fabrique, 2016).
La question d'un anti-judaïsme de Spinoza à partir de ses écrits, notamment dans l'Éthique, fait encore l'objet de controverses. Pour des auteurs comme Henry Méchoulan, c'est bien l'Ancien Testament, donc le judaïsme, qui est spécifiquement visé plus que les autres religions.
Gilles Deleuze le surnommait le « Prince des philosophes », tandis que Nietzsche le qualifiait de « précurseur », notamment en raison de son refus de la téléologie. D'après Hegel, « Spinoza est un point crucial dans la philosophie moderne. L'alternative est : Spinoza ou pas de philosophie Spinoza établit le grand principe : « Toute détermination est une négation. » Le déterminé est le fini ; or on peut montrer que tout, y compris la pensée […] est un déterminé, renferme une négation ; son essence repose sur la négation. ». Alain Billecoq, reprenant les mots de Pierre Bayle, qualifie Spinoza d'« athée vertueux ».

### En sciences sociales et politiques
Le renouveau des études sur Spinoza a été souvent marqué par sa lecture croisée avec Karl Marx et l'insistance sur son « matérialisme ». Le caractère immanent de sa philosophie et sa pensée du social en tant que transindividuel permettent de mettre en question les postulats de l'individualisme méthodologique. De plus, contre la théorie du contrat social encore souvent mise en avant, la référence dans le Traité politique à l'« organisation de la multitude libre unie par des affects communs » offre de nouvelles bases pour penser la constitution de l'État.
Des discussions ont été engagées concernant la place des femmes dans sa pensée. Dans le Traité politique, œuvre inachevée, Spinoza dénie aux femmes l'accès à l'espace politique. Or, et en séparant la puissance du pouvoir, Spinoza a souligné l'appropriation des femmes par les hommes et leur exclusion de ces deux domaines. Cette thématique reste ambiguë et seuls quelques spécialistes en parlent.

### En sciences humaines
Nombre d'ouvrages sont désormais publiés pour faire de la philosophie de Spinoza une sagesse apportant joie et bonheur,, négligeant le fait que Spinoza était en faveur d'une connaissance approfondie de ses propres affects, ce qui le distinguait des philosophes antiques et de Descartes qui prônaient uniquement une maîtrise par l'individu de ses passions. Dans la préface à la cinquième partie de l'Éthique, le philosophe fait d'ailleurs preuve d'ironie vis-à-vis de son collègue français qui décrivait le fonctionnement de la glande pinéale en mesure de dominer les passions de l'âme. Ainsi, on peut considérer la psychanalyse comme étant la discipline ayant prolongé le plus la philosophie de Spinoza quand elle a trait aux affects,.

### Sur le problème corps-esprit
Contre le dualisme et la théorie de l'interaction psychophysique, héritée du cartésianisme, Spinoza est invoqué aujourd'hui comme un modèle et une référence pour éclairer le problème des rapports corps/esprit et penser leur unité aussi bien en biologie avec les travaux d'Henri Atlan qu'en neurobiologie chez Antonio Damasio,. Dans une perspective scientifique, ce non dualisme est proposé par l'anthropologue Marcel Mauss avec son concept de totalité et d'homme total.

### Relectures du système spinoziste
La réflexion récente sur l'importance des modèles scientifiques de rationalité dans la philosophie de Spinoza renouvelle la compréhension que l'on peut avoir de ses idées-clés. Les recherches mathématiques du XVIIe siècle, d'une part, mais aussi les principes théoriques de la physique discutés au XVIIe siècle, d'autre part, offrent des perspectives sur ce que Spinoza attend d'un renouvellement de l'éthique, revisitée par l'idéal de rationalité scientifique.
Maxime Rovere et David Rabouin ont proposé de nouvelles approches du travail de Spinoza, l'un à travers une nouvelle traduction de sa correspondance et une monographie où la notion de système est remplacée par celle de méthodes plurielles, hétérogènes et locales ; l'autre en adaptant le système à un formalisme n'empruntant plus à Euclide, mais à Riemann.

### Spinoza dans l'art et la culture

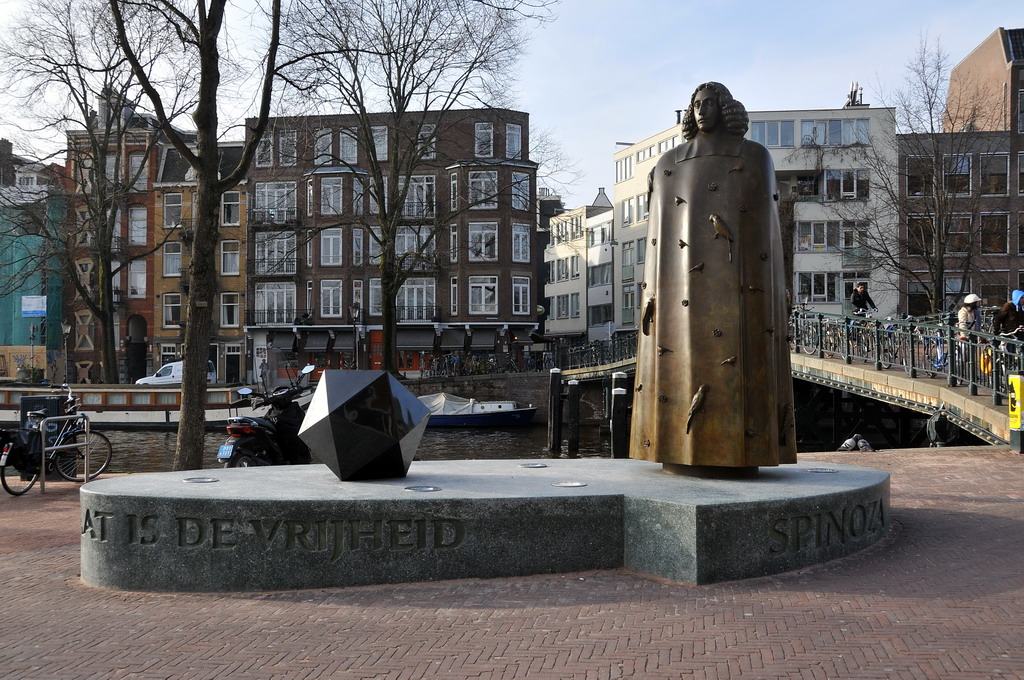
Monument en hommage à Spinoza près du lieu où il a vécu à Amsterdam, le Zwanenburgwal.

#### Dans la littérature
Spinoza apparaît comme personnage principal dans diverses œuvre de fiction.
En 1837, l'écrivain allemand Berthold Auerbach lui dédie le premier roman de sa série sur l'histoire juive.
Célèbre aussi, l'argentin Jorge Luis Borges a écrit deux sonnets en son honneur (« Spinoza » dans El otro, el mismo, 1964 ; et « Baruch Spinoza » dans La moneda de hierro, 1976), et plusieurs références directes à la philosophie de Spinoza peuvent être trouvées dans l'œuvre de cet écrivain. Toujours en Argentine et auparavant pour Borges, l'intellectuel juif d'origine ukrainienne Alberto Gerchunoff a écrit une nouvelle sur les débuts de la vie sentimentale du philosophe, Los amores de Baruj [sic] Spinoza (litt. « Les amours de Baruj Spinoza », 1932), recréant un supposé liaison ou intérêt romantique avec Clara Maria van den Enden, fille de son professeur de latin et précepteur philosophique, Franciscus.
Une trilogie de romans par Jean-Bernard Pouy relate les aventures picaresques d'un personnage ayant pour pseudonyme « Spinoza » : Spinoza encule Hegel en 1983, A Sec ! en 1998 et Avec une Poignée de Sable en 2006. Spinoza apparaît dans Le Plus Grand Philosophe de France (2014) de Joann Sfar.
Il est aussi question de lui dans Le problème Spinoza (2012, trad. fr. 2014) d'Irvin Yalom. En 2017, il est encore le principal personnage du roman historique Le Clan Spinoza (Paris, Flammarion), de Maxime Rovère. En 2023 sort, Spinoza, l'homme qui a tué dieu (édition Hervé Chopin) de José Rodrigues dos Santos qui est un roman biographique retraçant sa vie, de 1640 à sa mort en 1677. Spinoza apparaît également dans le premier roman de l'activiste argentin Andrés Spokoiny, El impío (litt. « L'impie », 2021), sur le médecin et philosophe marrane espagnol Juan de Prado, une influence clé dans sa biographie.

#### Autres usages
Le portrait de Spinoza figurait sur les billets de 1000 florins néerlandais (duizend gulden) de 1972 à 2002. Le prix Spinoza récompense chaque année depuis 1995 des scientifiques d'excellence qui mènent leurs activités de recherches sur le sol néerlandais. Il s'agit de la plus haute distinction hollandaise en termes de prix scientifique ou « prix Nobel hollandais ».

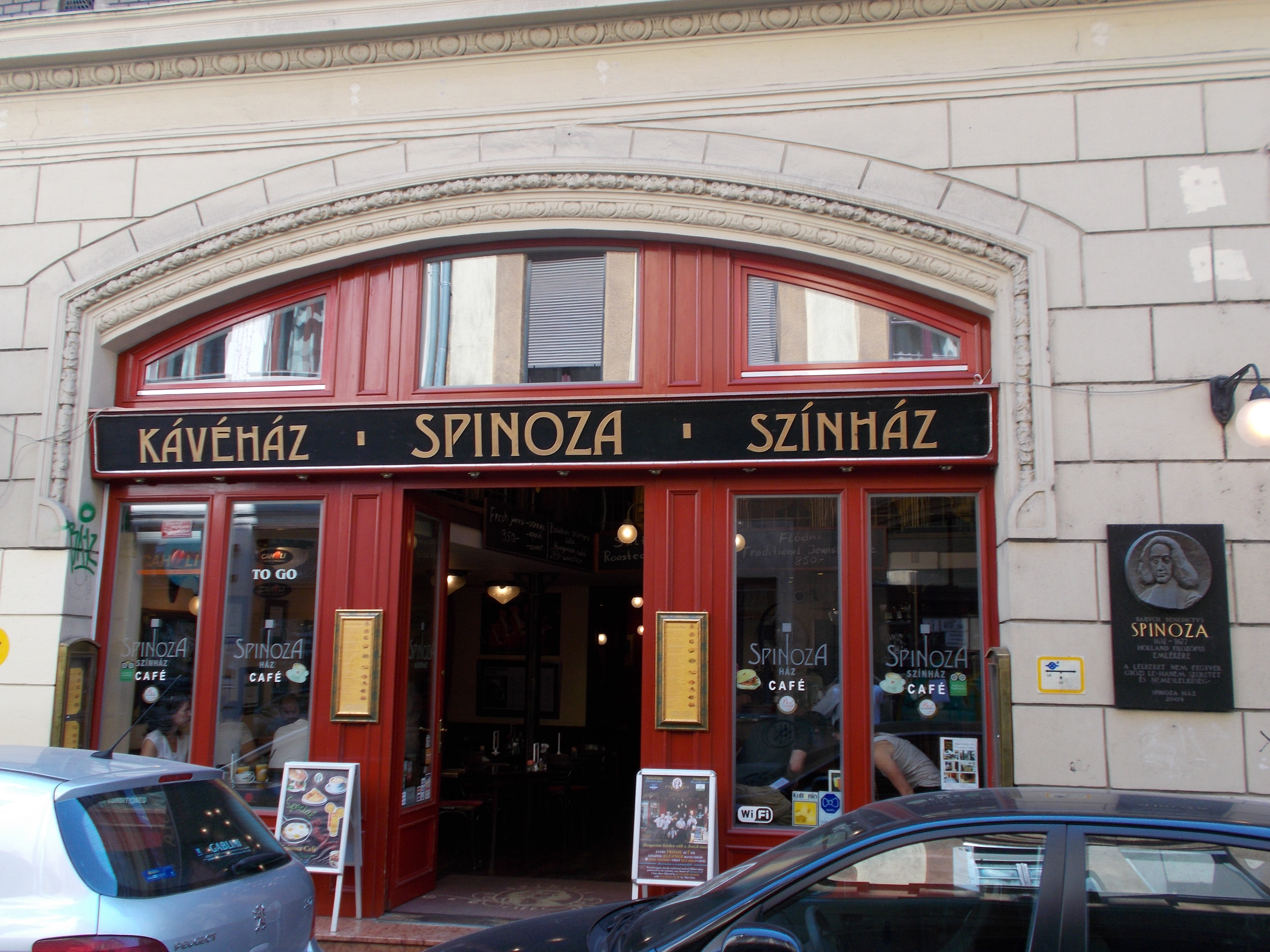
Restaurant à Budapest (Hongrie).

Nombre de rues ou avenues portent le nom du philosophe luso-néerlendais : la rue Spinoza à Paris (XIe), à Choisy-le-Roi (94600), à Ivry-sur-Seine (94200), à Émerainville (77184), à Vernouillet (28500) ou à Limoges (87100), et entre autres à Amsterdam, Rotterdam ou Utrecht (Pays-Bas), à Dublin (Irlande), à Berlin ou Hanovre (Allemagne), la Rua Bento Espinoza à Vidigueira (Portugal, Alentejo), à Vienne (Autriche), à Rome, Milan ou Syracuse (Italie), à Tel Aviv, Richon LeTsion, Ra'anana ou Herzliya (Israël), en Floride, Michigan, Missouri, Indiana ou Virginie (États-Unis), à Rio de Janeiro (Brésil) ou à Mount Lawley (Australie).

## Œuvres
- Court traité de Dieu, de l'homme et de la béatitude, vers 1660 (découvert en 1852).
- Traité de la réforme de l'entendement[au], 1661, publié en 1677.
- Les Principes de la philosophie de Descartes, 1663.
- Pensées métaphysiques, 1663.
- Traité Théologico-Politique, 1670.
- Éthique, publié en 1677, livre disponible dans Les Classiques des sciences sociales [lire en ligne].
- Traité politique, publié en 1677.
- Précis de grammaire de la langue hébraïque, Compendium grammatices linguae hebraeae, publié en 1677[84].
- Lettres[av], 75 publiées en 1677 (88 découvertes à ce jour).

## Hommages
L'astéroïde (7142) Spinoza est nommé en l'honneur de Baruch Spinoza.